# Penthouse: War In Life
Penthouse: War In Life (Hangul: 펜트하우스, RR: Penteuhauseu, también conocida como The Penthouse) es una serie de televisión surcoreana emitida del 26 de octubre de 2020 hasta el 10 de septiembre de 2021 a través de SBS.
El 28 de diciembre de 2020 se confirmó que la serie tendría una segunda y tercera temporada. La segunda temporada fue estrenada el 19 de febrero de 2021, mientras que la tercera temporada fue estrenada el 4 de junio de 2021.

## Sinopsis
La serie sigue a Shim Soo-ryun, Cheon Seo-jin y Oh Yoon-hee, tres mujeres que están dispuestas a hacer lo que sea por sus hijos.
Soo-ryun es la "abeja reina" del penthouse de lujo del piso 100 en el distrito de Gangnam, a pesar de esto, es una mujer encantadora que lucha por lo que cree, pero que a su vez le teme a su esposo. Por otro lado Seo-jin, es una mujer ambiciosa, desleal y peligrosa que está dispuesta a detrozar a quien sea con tal de lograr sus objetivos. Mientras tanto, Yoon-hee es una mujer que se esfuerza por sacar adelante a su hija, sin embargo, pronto pone todo en juego para lograr ingresar a la alta sociedad y ser parte del grupo selecto del lujoso penthouse, por lo que termina convertirse en otra persona.
Junto a ellas, están Kang Ma-ri y Ko Sang-ah, un grupo de mujeres quienes no tuvieron más remedio que convertirse en "otras personas" para poder protegerse y todo lo que tienen.

## Reparto

### Personajes principales
| Actor          | Personaje                        | Nº de episodios | Notas |
| -------------- | -------------------------------- | --------------- | --- |
| Lee Ji-ah      | Shim Soo-ryun Na Ae-kyo          | -               | Shim Soo-ryun: es una mujer elegante, digna y de clase alta que nació en la riqueza como la hija del presidente de "Simoon Construction". Es vista como la "reina" del Penthouse Apartment. Está casada con Joo Dan-tae y es la madrastra de los gemelos Joo Seok-hoon y Joo Seok-kyung, madre adoptiva de Joo Hye-in y madre biológica de Min Seol-ah. Luego de la muerte de Seol-ah, Soo-ryun descubre que Seol-ah era su hija biológica (la cual Dan-tae había cambiado con Joo Hye-in, la hija de una criada cuando eran bebés). Sabe de la aventura entre su esposo y Cheon Seo-jin. Destrozada por los últimos sucesos, Soo-ryun decide descubrir la verdad acerca de la muerte de su hija y desenmascarar tanto a Dan-tae como a Seo-jin. Poco después le aconseja a Oh Yoon-hee que sea fuerte y proteja a su hija de las personas que quieren hacerle daño, con quienes comienza a entablar una amistad. Sin embargo más tarde descubre que Yoon-hee fue la responsable de la muerte de su hija. Cuando también descubre que está teniendo una aventura con su esposo para protegerse, Soo-ryun la confronta. Más tarde es asesinada por Dan-tae, quien luego de atacarla con un cuchillo en el penthouse se esconde y cuando Yoon-hee la encuentra e intenta ayudarla, la ama de llaves cree que ella es la responsable de haberla atacado. Cuando Logan Lee se entera de lo sucedido, queda destrozado y jura vengarse. Luego de su muerte se descubre que Dan-tae había planeado todo, así como el hecho de incriminar a Yoon-hee del crimen. Dos años más tarde, después del regreso de Na Ae-kyo, se revela que en realidad es Shim Soo-ryun haciéndose pasar por ella, para vengarse de Dan-tae y que la mujer que en realidad él había matado años atrás era Ae-kyo, quien había intercambiado su lugar con Soo-ryun para poder ver a sus hijos aunque sea una vez. Cuando Logan descubre su verdadera identidad la apoya y le dice que siempre que lo necesite contará con él. Poco después logra grabar a Dan-tae aceptando su responsabilidad en el ataque a Ro-na, información que escucha Yoon-hee. Finalmente se revela que Ro-na estaba viva, luego de que Soo-ryun la salvara de Dan-tae. Junto a Logan, Seok-hoon, Seo-jin y Ro-na crean un plan para que la policía detenga a Dan-tae por el asesinato de Ae-kyo y también les hacen creer que él mantenía tanto a Soo-ryun como a Ro-na secuestradas. Cuando todo parece llegar a su conclusión, Logan aparentemente muere frente a Soo-ryun, luego de que el coche en el que estaba explotara, lo que la deja destrozada. Jurando vengarse por la muerte de Logan, decide destruir a Dan-tae y a todos quienes estuvieron involucrados, sin saber que en realidad Logan sigue con vida pero en coma. Más tarde se revela que en realidad Soo-ryun es la madre biológica de Joo Seok-kyung y que es la hermana gemela de Seol-ah, luego de que Dan-tae las intercambiara de pequeñas y le hiciera creer a Soo-ryun que sólo había tenido un bebé. Poco después, logra recuperar el legado de su familia, el "SimWoon Arts Centers" que Dan-tae le había robado. Finalmente cuando se reúne con Logan, la pareja se compromete y juran vengarse de Seo-jin, Dan-tae y sus aliados. El día de su compromiso, Dan-tae planta bombas por todo el penthouse, pero Soo-ryun lo confronta y le dispara, lo que ocasiona que caiga del edificio y muera. Dispuesta a finalmente hacer pagar a Seo-jin por todos sus crímenes, la confronta y termina cayendo del mismo acantilado en el que Seo-jin mayó a Yoon-hee, ocasionándole la muerte al ahogarse, lo que deja completamente destrozados a Seok-hoon, Seok-kyung, Logan, Ro-na, Ma-ri y Je-nnie. A pesar de su muerte, tres años después, luego de la muerte de Logan, se reúne con él en el más allá y finalmente juntos van a visitar a sus seres queridos y amigos que también habían perdido la vida. Na Ae-kyo: Es la madre biológica de Joo Seok-hoon y Joo Seok-kyung, así como la exesposa de Joo Dan-tae. Dos años después, reaparece frente a Dan-tae con una personalidad y aspectos diferentes a los de Shim Soo-ryun, sin embargo poco después se revela que en realidad ella es Soo-ryun haciéndose pasar por Ae-kyo para vengarse de Dan-tae. Finalmente se revela que dos años atrás cuando Ae-kyo se encontró con Soo-ryun, le pidió intercambiar de lugar, para que ella pudiera ver aunque sea una vez a sus hijos, sin embargo se encuentra primero con Dan-tae quien creyendo que es Soo-ryun la mata. |
| Kim So-yeon    | Cheon Seo-jin                    | -               | Es una mujer inhumana, egoísta y arrogante que nació en una familia adinerada y el epítome de llamativa y soberbia, además de que alberga una ambición retorcida. Está casada con el doctor Ha Yoon-cheol y la pareja tiene una hija, Ha Eun-byul. Años atrás, Seo-jin se metió en la relación entre Yoon-cheol y Oh Yoon-hee, por lo que Yoon-hee terminó con él, sin embargo a pesar de estar casada con Yoon-cheol, él no está interesado en ella y sigue enamorado de Yoon-hee. Esconde varios secretos, entre ellos: haber atacado a Yoon-hee, haber ocasionado el accidente donde Yoon-hee y su hija Ro-na fueron embestidas a propósito por un auto (para que su hija Eun-byul obtuviera el papel que le habían dado a Ro-na), haber sido la responsable de revelar que Joo Seok-hoon y Joo Seok-kyung no eran hijos biológicos de Shim Soo-ryun y por mantener una aventura con Joo Dan-tae (con quien realiza varios crímenes).Para evitar que el puesto de directora de la escuela de artes Chungah le fuera dado a su hermana Cheon Seo-young, Seo-jin dejó morir a su padre en el frío, luego de ocasionarle un infarto. Posteriormente se convierte también en la presidenta de Cheong-A Group. Cuando los padres de los jóvenes involucrados en el acoso a Min Seol-ah son secuestrados y encerrados de la misma forma en que sus hijos hicieron con ella, en el momento en que el responsable de atraparlos les ordena revelar que papel tomó cada uno la noche de la muerte de Seol-ah, se confirma que ella junto a Dan-tae la habían encerrado. Más tarde se revela que también falsificó las calificaciones de su hija para que la aceptaran en la escuela, por lo que es arrestada. Cuando su hija le revela que ella era la responsable de acosarla con el video que la mostraba asesinando a su abuelo, Seo-jin queda sorprendida. Poco después se revela que ella junto a Dan-tae habían planeado incrimianr a Yoon-hee del asesinato de Soo-ryun. Después de su muerte, Seo-jin comienza una relación con Dan-tae. Dos años después, Seo-jin está comprometida con Dan-tae y toma el lugar de Soo-ryun como la nueva "abeja reina" del hotel.Más tarde cuando Eun-byul ataca a Bae Ro-na, lo que parece ocasionarle la muerte, Seo-jin esconde las evidencias del crimen para protegerla e intenta mandarla a América, sin embargo no tiene éxito. Cuando Dan-tae comienza a ponerse en su contra y amenazarla con que si no fucionan sus compañías sino dañará a su hija, Seo-jin comienza a temerle y aunque finalmente se da cuenta de que en realidad estaba enamorada de su exesposo, se casa con él. Poco después, luego de ser atacada y encerrada por Dan-tae; Oh Yoon-hee, Joo Seok-hoon y Joo Seok-kyung la ayudan a escapar. Cuando finalmente comienza a darse cuenta del error que cometió al unirse a Dan-tae y de que él fue el responsable del brutal ataque en contra de Ro-na y no sólo su hija, decide unirse a Yoon-hee para vengarse de él y lleva a la policía a los escondites y crímenes de Dan-tae, logrando que sea arrestado por el asesinato de Na Ae-kyo y el ataque a Soo-ryun y Ro-na. Sin embargo poco después revela su verdadera identidad malvada y termina siendo la responsable de la muerte de Yoon-hee y Yoon-cheol. Finalmente al darse cuenta de lo peligrosa que es su madre y que esto no cambiará, Eun-byul testifica en su contra y aunque Seo-jin intenta actuar como si fuera que tiene demencia, Eun-byul harta de la actitud y mentiras de su madre, la desenmascara enfrente de todos e intenta quitarse la vida, lo que deja impactada a Seo-jin, quien recapacita y se da cuenta del daño que le hizo a su hija. Tres años después, ve en secreto a Eun-byul y luego se quita la vida tomando pastillas, no sin antes dejarle una carta, pidiéndole que la perdone y que no sea como ella. |
| Eugene         | Oh Yoon-hee                      | -               | Es una mujer que proviene de una familia pobre, por lo que trabaja duro para darle lo mejor a su hija, Bae Ro-na. Debido a esto, hace todo lo posible por pertenecer a la clase alta, sin embargo pronto termina envuelta en el mundo de los ricos y comienza a cambiar. Está dispuesta a desenmascarar a Cheon Seo-jin por todos sus crímenes, cosa que hará con la ayuda de Shin Soo-ryun. Más tarde se revela que ella había sido la responsable de la muerte de Min Seol-ah, luego de que en estado de embriaguez la empujara desde el penthouse del hotel. Cuando Soo-ryun le revela que ella era la madre biológica de Seol-ah, Yoon-hee destruye todo lo que la conecta al día de su muerte y poco después comienza una aventura con Dan-tae para protegerse. Las cosas empeoran para ella, cuando Soo-ryun le revela que sabe que ella es la responsable de la muerte de su hija, sin embargo Soo-ryun decide hablar con ella en vez de ir con la policía. Poco después es inculpada por Dan-tae y Seo-jin del asesinato de Soo-ryun, por lo que es arrestada y sentenciada por el crimen. Cuando Logan pensando erróneamente que es la responsable de la muerte de Soo-ryun la secuestra de la custodia de la policía, Yoon-hee aunque le dice que no es culpable, se clava en el cuello el cuchillo que Logan tenía en las manos, dejando su destino incierto. Dos años después reaparece y logra demostrar su inocencia y se reúne con Ro-na. Yoon-he y Ha Yoon-cheol pretenden estar casados y juran vengarse de Dan-tae y Seo-jin, por todos sus crímenes, entre ellos la muerte de Soo-ryun, a quien extraña. Gracias a la ayuda de Logan, logra recuperar su voz y se hace pasar por otra persona para suplir la voz de Seo-jin cuando está comienza a tener problemas con su garganta. Poco después, Ro-na queda en estado crítico luego de ser atacada por Ha Eun-byul, lo que le causa la muerte luego de que alguien desconectara los cables que la mantenían con vida, destrozando a Yoon-he quien intenta quitarse la vida. Aunque al inicio cree que Eun-byul es la única responsable del ataque a Ro-na y jura vengarse, más tarde se revela que en realidad Joo Dan-tae había sido el responsable de atacarla brutalmente y desconectar los cables que la mantenían con vida. Cuando Yoon-cheol es falsamente arrestado por el crimen de Ro-na, creyendo que el es el responsable, lo visita en la cárcel y le revela que él es en realidad el padre biológico de Ro-na. Gracias a la ayuda de Soo-ryun haciéndose pasar por Na Ae-kyo, descubre que el responsable de la muerte de su hija era en realidad Dan-tae, por lo que decide ayudar a Seo-jin a huir de él. Junto a Logan y Seo-jin crean un plan para que la policía arreste a Dan-tae por sus crímenes. Finalmente se revela que en realidad Ro-na estaba viva, luego de que Soo-ryun la salvara de Dan-tae. Aun sin saber que Ro-na está viva y sintiéndose culpable por la muerte de Seol-ah y por todo lo que tuvo que vivir Soo-ryun, Yoon-hee va a un puente para quitarse la vida, pero recapacita y no lo hace. Más tarde es asesinada por Cheon Seo-jin luego de caer de un acantilado mientras intentaba rescatar a Eun-byul del falso Joo Dan-tae, lo que deja tristes a Ro-na, Yoon-cheol, Soo-ryun, Logan y Ma-ri, quienes juran vengarse. |
| Um Ki-joon     | Joo Dan-tae (Baek Joon-gi)       | -               | Es el esposo de Shim Soo-ryun y el exitoso CEO de J-King Holdings, una empresa de inversión y genio en la industria de bienes raíces y arquitectura, quien gana dinero en cada inversión que realiza. Rápidamente se revela su verdadera naturaleza sádica, criminal y peligrosa. Mantiene una aventura con la igual de peligrosa Cheon Seo-jin. Más tarde se revela que su verdadera identidad es Baek Joon-gi un trabajador de construcción, quien le robó su identidad al verdadero Dan-tae. Tiene un trauma de la infancia, luego de ver a su madre y hermana morir luego de que el edificio en el que se encontraban fuera demolido. Abusa físicamente de sus hijos, a quienes golpea salvajemente y es el responsable de varios crímenes, entre ellos: haber cambiado a Min Seol-ah, la verdadera hija de Soo-ryun con otra cuando eran bebés (cosa que mantuvo en secreto). Luego del asesinato de Seol-ah, finalmente Soo-ryun se arma de valor para divorciarse de él y decide vengarse por su participación en la muerte de su hija. Más tarde se revela que el día en que murió Seol-ah, él la había atacado, sin embargo no era el responsable de su muerte. Poco después, cuando los padres de los jóvenes involucrados en el acoso a Min Seol-ah son secuestrados y encerrados de la misma forma en que sus hijos habían encerrado a Seol-ah, el responsable de atraparlos les ordena revelar qué papel tomó cada uno la noche de la muerte de Seol-ah, confirmando que él junto a Seo-jin la habían encerrado. Más tarde es arrestado por malversación y fraude de inversiones, sin embargo logra salvarse de ir a la cárcel. Poco después se revela que también era el responsable del intento de asesinato de Shim Soo-ryun y de haber incriminado a Oh Yoon-hee. Inmediatamente después, cuando cree que ha matado a Soo-ryun inicia una relación con Seo-jin y actúan como si no hubiera pasado nada. Dos años después, está comprometido con Seo-jin, a quien usa para fucionar sus compañías y así converetirse en el hombre más rico y poderoso. Más tarde, se revela que también fue el segundo atacante de Bae Ro-na, así como el responsable de activar la alarma de incendios de la escuela y el responsable de desconectar los tubos que la mantenían con vida. Cuando Seok-hoon comienza a darse cuenta de los crímenes de su padre, se pone en su contra y jura vengarse. Poco después, luego de caer en la trampa de Logan, Soo-ryun, Seok-hoon, Ro-na, Yoon-hee y Seo-jin es arrestado por la policía por la muerte de Ae-kyo, así como por el secuestro de Soo-ryun y Ro-na. Cuando finalmente se da cuenta de que la mujer a la que en realidad había matado era Ae-kyo, queda destruido. Después de lograr salir de la cárcel planta una bomba en el coche de Logan Lee, la cual explita quitándole aparentemente la vida a Logan frente a los ojos de Soo-ryun, quien queda destrozada y jura vengarse. Más tarde se revela que también es el responsable de la muerte de los padres del verdadero Dan-tae, así como de robarle su identidad. También de ser responsable de engañar a Soo-ryun haciéndole creer que uno de sus gemelos había muerto al nacer y de intercambiar a Seol-ah, Seok-hoon, Seok-kyung y Hye-in de pequeños. Poco después, cuando interrumpe el compromiso de Soo-ryun y Logan e intenta asesinar a todos los invitados platando bombas en el penthouse, Soo-ryun lo confronta y le dispara, lo que ocasiona que caiga del hotel y muera. |
| Yoon Jong-hoon | Dr. Ha Yoon-cheol                | -               | Es el esposo de Cheon Seo-jin y padre de Ha Eun-byul. Es el jefe del departamento de cirugía para clientes vip del hospital exclusivo donde trabaja. Es un hombre ambicioso que cree que todos los hombres deben de poseer riqueza y poder para ser alguien. En el pasado salía con Oh Yoon-hee, sin embargo luego de tener una aventura con Seo-jin, su relación con Yoon-hee, termina. Sin embargo, a pesar de estar casado con Seo-jin no está interesado en ella y sigue enamorado de Yoon-hee. Más tarde cuando los padres de los jóvenes involucrados en el acoso a Min Seol-ah son secuestrados y encerrados de la misma forma en que sus hijos hicieron con ella, en el momento en que el responsable de atraparlos les ordena revelar que papel tomó cada uno la noche de la muerte de Seol-ah, Yoon-cheol revela que Dan-tae y Seo-jin la habían encerrado. Dos años después, está divorciado de Seo-jin y junto a Oh Yoon-hee pretenden estar casados para vengarse tanto de Dan-tae como de Seo-jin, mientras que al mismo tiempo que intenta proteger a su hija. Más tarde, durante la competencia por el premio de canto de la escuela Chungah Arts High School, es convencido por Seo-jin de echar a perder la presentación de Ro-na por lo que soborna a la pianista, sin embargo el cambio no afecta a Ro-na, quien gana. Poco después cuando Ro-na es atacada por Eun-byul, lo que ocasiona su muerte, Seo-jin lo convence para que ponga el trofeo con el que su hija había golpeado a Ro-na en su lugar y cuando intenta sacarla del país, es detenido y encarcelado falsamente por la policía por el asesinato de Ro-na. Cuando Yoon-hee lo visita, le revela que Ro-na era su hija biológica, revelación que lo deja destrozado al darse cuenta de sus acciones. Más tarde se revela que luego de salir de la cárcel, ha estado atendiendo a Logan Lee quien se encuentra en coma, bajo el chantaje de Cheon Seo-jin. Luego del asesinato de Oh Yoon-hee queda destrozado y aunque le pide a Ro-na (quien aún no sabe que él es su padre biológico) una segunda oportunidad, esta lo rechaza, lo que lo destruye. Después de salvar a Logan y ayudarlo a escapar de Seo-jin, se une a él y a Soo-ryun. Finalmente cuando descubre que Seo-jin fue la responsable de la muerte de Yoon-hee, jura vengarse de ella y de Dan-tae, así como proteger a Ro-na. Durante un enfrentamiento con Seo-jin mientras intenta salvar a Ro-na cae de las escaleras y luego de despertar en el hospital descubre que ha perdido la vista. Poco después cuando descubre que Seo-jin estaba mintiendo sobre su demencia y al intentar salvar a Eun-byul de ella, Seo-jin lo empuja, ocasionando que caiga de un segundo piso, lo que le ocasiona la muerte. Antes de morir, le dice a Seo-jin que ama a Yoon-hee, lo que la enfurece. Su muerte destroza a Eun-byul, quien al darse cuenta de que su madre es verdaderamente mala, decide llamar a la policía y revelar que ella había sido la responsable de la muerte de Yoon-hee y de su padre. Poco después se revela que antes de morir y después de que Seo-jin huyera de la escena, Soo-ryun había alcanzado a hablar con él y este le había revelado que Seo-jin había sido la responsable. |
| Park Eun-seok  | Logan Lee (Koo Ho-dong) Alex Lee | -               | Logan Lee: Es el astuto maestro de educación física en una escuela de artes. Más tarde se revela que en realidad es el medio hermano de Min Seol-ah, un hombre dispuesto a hacer pagar a todos los responsables de la muerte de su hermana. Aunque al inicio igual quiere vengarse de Shim Soo-ryun, creyendo que ella había abandonado a Seol-ah cuando era una bebé, después de descubrir la verdad, se une a ella para vengarse de todos los involucrados en la muerte de Seol-ah. Poco después comienza a enamorarse de Shim Soo-ryun, por lo que queda destrozado cuando es asesinada y jura vengar también su muerte. Cuando Oh Yoon-hee es arrestada y acusada fálsamente por el crimen, Logan sin saberlo la secuestra y confronta, y aunque Yoon-hee le jura que no es ella, decide tomar la mano de Logan (la cual sostenía un cuchillo) y se la clava en la garganta. Dos años después, lleno de furia, promete destruir a todos los responsables de la muerte de Soo-ryun. Más tarde, cuando ve a Na Ae-kyo, la madre biológica de Joo Seok-hoon y Joo Seok-kyung, se da cuenta de que es idéntica a Soo-ryun. Poco después, cuando Dan-tae intenta matarla, Logal la rescata. Aunque duda que en realidad sea Ae-kyo y no Soo-ryun, le ofrece todo su poder para vengarse de Dan-tae y finalmente cuando corrobora sus sospechas sobre Soo-ryun, la ayuda. Poco después Soo-ryun le revela que dos años atrás, Ae-kyo la había encontrado y que el día del ataque, le había pedido que intercambiaran de lugar para que pudiera ver a sus hijos aunque sea una vez. Cuando se reúne con Soo-ryun en el hospital, finalmente la besa. Sin embargo las cosas dan un vuelco cuando intenta reunirse con Soo-ryun para proponerle matrimonio y el coche en el que está explota, luego de que Dan-tae plantara la bomba, lo que deja destrozada a Soo-ryun. Jurando vengarse por la muerte de Logan, Soo-ryun comienza a hacer todo lo que está en sus manos por destruir a Dan-tae, sin saber que en realidad Logan sigue con vida pero en coma, luego de que Cheon Seo-jin lo mantuviera oculto de todos y le exigiera a Ha Yoon-cheol que lo tratara. Cuando se recupera gracias a la ayuda de Yoon-cheol y su hermano Alex, finalmente se reúne con Soo-ryun y juran destruir a Seo-jin y Dan-tae. Cuando "Logan Lee Corporation" adquiere el "Chungah Group" (el cual se había ido a la bancarrota por las acciones de Seo-jin) decide establecer una fundación para compensar a las víctimas. Poco después, Logan y Soo-ryun se comprometen, sin embargo su felicidad no dura, luego de que Soo-ryun cayera de un acantilado y muriera ahogada mientras intentaba finalmente atrapar a Seo-jin, lo que deja completamente destrozado a Logan. Poco después cuando descubre que su cáncer de hueso ha regresado, decide no recibir atención y morir para reencontrarse con la mujer que ama. Tres años después, luego de su muerte, finalmente se reencuentra con Soo-ryun y juntos van a visitar a los seres queridos y amigos que perdieron en el pasado. Alex Lee: después de enterarse de la muerte de su hermano decide viajar a Corea del Sur para conocer a Shim Soo-ryun, a quien al inicio culpa por la muerte de Logan. Más tarde gracias a Ha Yoon-cheol descubre que Logan está vivo y juntos lo ayudan a escapar de Cheon Seo-jin. Luego de ver que su hermano está a salvo jura matar a Seo-jin y Dan-tae por todo lo que le hicieron pasar a Logan y a su familia. |
| Shin Eun-kyung | Kang Ma-ri                       | -               | Es la "nueva rica" del Penthouse, cuyo marido Yoo Dong-pil, vive en el extranjero en Dubái, la pareja tiene una hija, Yoo Je-nnie. Recientemenete Ma-ri se ha enriquecido y lleva una doble vida secreta. Más tarde cuando los padres de los jóvenes involucrados en el acoso a Min Seol-ah son secuestrados y encerrados de la misma forma en que sus hijos hicieron con ella, en el momento en que el responsable de atraparlos les ordena revelar qué papel tomó cada uno la noche de la muerte de Seol-ah, se revela que ella junto a Sang-ah únicamente habían limpiado la sangre de la fuente. Poco después luego del asesinato de Shim Soo-ryun, ella junto a los demás miembros del hotel actúan como si no hubiera pasado nada. Dos años después, cuando descubre que su hija está siendo acosada por los hijos de los integrantes del Hera Palace por haber ayudado a Ro-na, confronta a los responsables, entre ellos, Lee Min-hyuk, sus padres Ko Sang-ah y Lee Kyoo-jin, y Joo Seok-kyung. Cuando finalmente confronta a Dan-tae por las acciones de su hija, lo amenaza diciéndole que el contrato que tenía su familia con él estaba cancelado. Inmediatamente le pide disculpas a Oh Yoon-hee por todas las acciones que pudo haber hecho en contra de ella y su hija y la ayuda a salir adelante después de la muerte de Ro-na. Cuando Je-nnie descubre que su madre trabaja dando masajes, la apoya. Más tarde, luego de salir libre decide rehacer su vida junto a Dong-pil y Je-ni, sin embargo las cosas no van bien, luego de que su esposo caiga nuevamente bajo las artimañas de Dan-tae. Poco después, cuando Oh Yoon-he es asesinada, jura vengarse por su muerte y se une a Shim Soo-ryun y Bae Ro-na. Luego de la muerte de Soo-ryun y Logan, queda destrozada, por lo que sigue su legado y cuida de Ro-na junto a su hija, se muda, se convierte en la inquilina del penthouse de su nuevo hogar, comienza a trabajar para una de las "tres reinas" y dona a diferentes instituciones. |
| Bong Tae-gyu   | Lee Kyoo-jin                     | -               | Es un abogado dentro de un bufete, así como el mimado y único hijo de una familia adinerada de jueces y abogados. Está casado con la antigua presentadora Ko Sang-ah y la pareja tiene un hijo Lee Min-hyuk. Como miembro del Hera Club, recolecta dinero ilegalmente a través de cualquier medio con Joo Dan-tae y Ha Yoon-cheol. Más tarde cuando los padres de los jóvenes involucrados en el acoso a Min Seol-ah son secuestrados y encerrados de la misma forma en que sus hijos hicieron con ella, en el momento en que el responsable de atraparlos les ordena revelar qué papel tomó cada uno la noche de la muerte de Seol-ah, se revela que él únicamente había encontrado el teléfono de Seol-ah donde había descubierto evidencia de la aventura entre Dan-te y Seo-jin, video y grabación de voz que uso para amenazar a Dan-te, sin embargo no logra llevar a cabo su plan, luego de que Goo Ho-dong le robara el teléfono. Cuando se reabre la investigación del asesinato de Seol-ah, está determinado a demostrar su inocencia, por lo que recibe la ayuda de su madre. Poco después luego del asesinato de Shim Soo-ryun, él junto a los demás miembros del hotel actúan como si no hubiera pasado nada. Dos años después, sigue el deseo de su padre de convertirse en político y se convierte en un miembro de la Asamblea Nacional. Más tarde, es arrestado por robar dinero, y Sang-ah se divorcia de él, luego de salir decide decide buscarla para recuperarla, pero es arrestado nuevamente. |
| Yoon Joo-hee   | Ko Sang-ah                       | -               | Es la esposa de Kyoo-jin y madre de Lee Min-hyuk. Sang-ah es una antigua locutora. Más tarde cuando los padres de los jóvenes involucrados en el acoso a Min Seol-ah son secuestrados y encerrados de la misma forma en que sus hijos lo hicieron con ella, en el momento en que el responsable de atraparlos les ordena revelar qué papel tomó cada uno la noche de la muerte de Seol-ah, se revela que ella junto a Ma-ri sólo habían limpiado la sangre de la fuente. Poco después luego del asesinato de Shim Soo-ryun, ella junto a los demás miembros del hotel actúan como si no hubiera pasado nada. Dos años después, sigue siendo buena amiga de Kang Ma-ri, sin embargo esto cambia cuando Ma-ri descubre que su hijo es uno de los involucrados en el acoso a su hija Yoo Je-nnie, lo que entristece a Sang-ah.Más tarde es arrestada junto a su esposo, quien había robado dinero, pero luego es liberada y se divorcia de él. Cuando su hijo regresa del ejército se reúne con él y junto a Ma-ri y Je-nnie van al recital de Ro-na y Seok-hoon. |

### Personajes secundarios

#### Familia de Soo-ryun y Ae-kyo
| Actor         | Personaje              | Temporada(s) | Episodio donde apareció | Notas |
| ------------- | ---------------------- | ------------ | ----------------------- | --- |
| Cho Soo-min   | Min Seol-ah (Anna Lee) | 1-2          | -                       | Es una tutora de matemáticas, que se convierte en víctima del acoso del grupo de Joo Seok-hoon, Joo Seok-kyung, Ha Eun-byul, Yoo Je-nnie y Lee Min-hyuk. Poco después de descubrir la aventura entre Cheon Seo-jin y Joo Dan-tae, estos la mantienen secuestrada y Seol-ah le promete a Dan-tae que si le llegará a pasar algo, su hermano se vengaría de él. Luego de que es liberada de sus ataduras, es asesinada luego de ser empujada del penthouse del "Hera Palace". No mucho después de su muerte, se revela que en realidad, Seol-ah es la hija biológica de Shim Soo-ryun (de quien fue separada hace 18 años), luego de ser cambiada por otra bebé por Joo Dan-tae, convirtiéndola en la hermanastra de Seok-hoon y Seok-kyung. Más tarde se revela que aunque Joo Dan-tae la había atacado e intentado matar, él no era el responsable de su muerte. Poco después finalmente se revela que la verdadera responsable de su muerte era Oh Yoon-hee, quien en estado de intoxicación había empujado a Seol-ah del edificio. Dos años después, cuando Bae Ro-na descubre que su madre había sido la responsable de su muerte, sintiéndose culpable por las acciones de su madre, le promete a Seol-ah ganar el trofeo de canto Cheong-ah y así cumplir su sueño. Poco después, Seol-ah se le aparece a Ro-na cuando ella está peleando por su vida, después de ser atacada por Ha Eun-byul. Más tarde sus padres adoptivos son investigados por la policía en los Estados Unidos, luego de ser acusados de adquisición ilegal de médula ósea. Más tarde se revela que en realidad Seol-ah es la hermana gemela de Joo Seok-kyung. |
| Kim Young-dae | Joo Seok-hoon          | 1-           | -                       | Es el hijo de Joo Dan-tae e hijastro de Shim Soo-ryun, así como el hermano gemelo de Joo Seok-kyung y hermanastro de Joo Hye-in. Junto a su hermana gemela son abusados físicamente por su padre, por lo que ambos lo odian. Sabe sobre la aventura de su padre con Cheon Seo-jin, por lo que siente asco por los dos, y cree que fueron los responsables del asesinato de Min Seol-ah. Poco a poco comienza a enamorarse de Bae Ro-na e intenta defenderla del acoso de Seok-kyung, Ha Eun-byul y Yoo Je-nnie. Más tarde se revela que el día en que Seok-kyung, Eun-byul, Je-nnie y Min-hyuk habían acosado a Min Seol-ah encerrándola en un auto, él había sido el único que había intentado ayudarla cuando este se incendiaba. Poco a poco comienza a tomar confianza y confronta a su padre mientras defiende a Soo-ryun, diciéndole que ya no le tiene miedo. Sale brevemente con Bae Ro-na a pesar de que todos le advierten que lo está utilizando, sin embargo poco después se aleja de ella y permite que la acosen, cuando su madre es acusada del asesinato de Soo-ryun. Aunque no lo demuestra, quería mucho a Shim Soo-ryun y se procupaba por ella, por lo que queda destrozado cuando es asesinada y jura proteger a su hermana de su padre, así como descubrir y vengarse del verdadero responsable de la muerte de su madrastra. Dos años después, cuando descubre que la madre de Ro-na no es la responsable de la muerte de Soo-ryun, va a verla, sin embargo no se muestra ante ella, al sentirse culpable por haberla ignorado por mucho tiempo. Cuando Ro-na regresa a Corea y se inscribe nuevamente en la misma escuela, aunque al principio aparenta no tener interés, en realidad la protege secretamente. Poco después de la muerte de Ro-na y de sospechar de la participación de su padre, decide vengarse de él, por lo que ayuda a Oh Yoon-hee a descubrir evidencias en su contra. Finalmente, cuando descubre que tanto Soo-ryun como Ro-na están vivas, se alegra y ayuda a Logan, Soo-ryun, Ro-na, Yoon-hee y Seo-jin a dirigir a la policía a los escondites de su padre, lo que ocasiona que sea arrestado. Más tarde cuando se revela que en realidad, él no es el hermano gemelo de Joo Seok-kyung, quien a su vez es la hermana gemela de Seol-ah e hija biológica de Soo-ryun, decidido a protegerlas de Dan-tae, busca vengarse de él. Luego de la muerte de Soo-ryun queda completamente destrozado y junto a Seok-kyung, Ro-na, Ma-ri y Je-nnie asisten al juicio de Seo-jin para finalmente verla pagar por sus crímenes. Tres años más tarde, Seok-kyung comienza a salir con Ro-na y juntos participan en el recital dedicado en memoria de Logan. |
| Han Ji-hyun   | Joo Seok-kyung         | 1-           | -                       | Es la hija de Joo Dan-tae e hijastra de Shim Soo-ryun, hermana gemela de Joo Seok-hoon y hermanastra de Joo Hye-in. Junto a su hermano gemelo son abusados físicamente por su padre, por lo que lo odian. No soporta a Ha Eun-byul y está dispuesta a hacerle la vida imposible. Aunque al principio se muestra molesta con Soo-ryun por haberse ido, queda destrozada cuando es asesinada, al darse cuenta de que ya no tendrá su amor y su perdón, por lo que jura vengarse. Dos años después, Seok-kyung sigue sufriendo por la muerte de Soo-ryun. Creyendo que la madre de Bae Ro-na es la responsable de su muerte, cuando Ro-na regresa a la escuela la ataca. Poco después, cuando encuentra el teléfono de Ha Eun-byul, descubre el video de la participación de Cheon Seo-jin en la muerte de su propio padre. Más tarde, cuando Ro-na muere luego de ser atacada, Seok-kyung es falsamente acusada del crimen, sin embargo logra demostrar su inocencia gracias a su hermano. Cuando descubre gracias a su hermano que su padre había estado involucrado en la muerte de su madre, decide unirse a él y vengarse. Más tarde cuando Dan-tae le revela que no es la hermana gemela de Seok-hoon y que en realidad era la hija biológica de Soo-ryun y hermana gemela de Seol-ah, queda destruida al darse cuenta finalmente de las verdaderas intenciones de su "padre" desde que la robó al nacer y jura vengarse de él. Sintiéndose culpable por las acciones que realizó en contra de su madre, al inicio no quiere verla, sin embargo ambas logran arreglar su relación y luego le pide perdón a Ro-na por sus acciones. Aunque al inicio Ro-na no acepta sus disculpas, con el tiempo lo hace. Luego de la muerte de su madre, queda completamente destrozada y junto a Seok-hoon, Ro-na, Ma-ri y Je-nnie asisten al juicio de Seo-jin, quien finalmente es encarcelada por todos sus crímenes. Cuando visita el memorial de su madre, le deja una carta donde le pide que cuide de Seol-ah en el cielo y que le diga que lo siente. Dispuesta a cambiar su vida y vivir como para enorgullecer a su madre y hermana, tres años después Seok-kyung es maestra de canto y trabaja en un restaurante para ganar su propio dinero a base de su esfuerzo, mientras que junto a Seok-hoon continúan teniendo una relación de hermanos. |
| Na So-ye      | Joo Hye-in             | 1-           | -                       | Es la hija de Shim Soo-ryun e hijastra de Joo Dan-tae, así como la hermana de Min Seol-ah y hermanastra de Joo Seok-hoon y Joo Seok-kyung. Soo-ryun la mantiene alejada de Dan-tae para protegerla por lo que Hye-in se encuentra en un hospital, donde es atendida. Cuando Dan-tae descubre que está viva, se enfurece, al darse cuenta de que arruinará sus planes de invertir en la tierra que está a su nombre como garantía. Soo-ryun la envia a América para salvarla de Dan-tae. Más tarde se revela que en realidad y gracias al apoyo de Logan, Hye-in comienza a tomar terapias para poder volver a caminar y recuperarse completamente. Poco después se revela que su madre biológica Kim Mi-sook había sido asesinada por Dan-tae, luego de que esta lo amenazara con revelarle a Soo-ryun la verdad acerca de sus hijas. |
| Yoo Jun-sang  | Jung Doo-man           | 2            | 12-13                   | Es el novio de Na Ae-kyo, quien se une a Logan Lee para vengarse de Joo Dan-tae por la muerte de Ae-kyo. |
| Ki Tae-hwa    | -                      | 2, 3         | 3 / 4                   | Es el primer esposo de Shim Soo-ryun y padre biológico de Min Seol-ah. Fue asesinado bajo las órdenes de Baek Joon-gi (quien en realidad se hacía pasar por Joo Dan-tae). |
| Lee Seo-yeon  | Kim Mi-sook            | 3            | 4                       | Es la madre biológica de Joo Hye-in, fue asesinada por Dan-tae de un golpe en la cabeza, luego de que ella lo amenazara con revelarle a Soo-ryun la verdad acerca de sus hijas gemelas y de Ae-kyo. |

#### Familia de Seo-jin
| Actor         | Personaje       | Temporadas | Episodio donde apareció | Notas |
| ------------- | --------------- | ---------- | ----------------------- | --- |
| Choi Ye-bin   | Ha Eun-byul     | 1-         | -                       | Es la peligrosa hija de Cheon Seo-jin y Ha Yoon-cheol. Forma parte de un grupo conformado por Joo Seok-hoon, Joo Seok-kyung, Yoo Je-nnie y Lee Min-hyuk, quienes hacen lo que quieren, desobedeciendo las reglas y acosando a quienes no les caen bien. Está enamorada de Joo Seok-hoon, sin embargo él no está interesando en ella y no la soporta. Aunque cree ser amiga de Seok-kyung, en realidad ella no la soporta e intenta dejarla en ridículo. Luego de la muerte de Min Seol-ah, comienza a tener visiones de ella y a perder la cordura. Su madre intenta esconder su participación en el acoso a Seol-ah. Siempre ha estado celosa de Bae Ro-na, y cuando descubre que Seok-hoon, está interesado en Ro-na, comienza a ser más agresiva contra ella, incluso llegando a incriminarla en varias ocasiones y a golpearla. Más tarde cuando Seok-hoon la rechaza y le revela que su madre está teniendo una aventura con su padre, se vuelve loca. Debido al estilo de crianza emocionalmente abusivo de Seo-jin y luego de que se revela al público que algunos estudiantes de la prestigiosa escuela Chungah estuvieron involucrados en el ataque a Seol-ah, Eun-byul finalmente sufre un ataque de nervios, que impacta seriamente en su estado de salid, por lo que pierde completamente la razón e intenta suicidarse, sin embargo luego de varios meses, despierta y le revela a su madre que ella había sido la responsable de grabar y enviar el video, en donde se muestra a su madre matando a su abuelo. Dos años después junto a Seo-jin se encuentran viviendo en la mansión de Joo Dan-tae, luego de que su madre se comprometiera con él. Aunque aparenta estar mejor, en realidad esconde sus verdaderas intenciones e intenta acercarse a Seok-hoon, proponiéndole que comiencen una relación, y así ayudarlo a olvidar a Ro-na, sin embargo él sigue rechazándola. Más tarde, luego de perder la competencia de canto contra Ro-na, la ataca brutalmente, lo que la lleva al hospital donde muere, ocasionando que nuevamente comience a tener alucinaciones. Poco después se revela que a pesar de que Eun-byul había atacado a Ro-na, en realidad, Dan-tae era quien le había dado el golpe fatal, matándola. Poco después, Joo Seok-hoon inicia una breve relación con ella únicamente para descubrir la verdad sobre el crimen en contra de Ro-na. Más tarde se revela que sabía que Ro-na era su media hermana, cuando Oh Yoon-hee intentaba salvarla del control de Jin Bun-hong, quien es asesinada por celos por Seo-jin. Aunque al inicio parece que está dispuesta a hacer lo correcto, esto cambia cuando Bun-hong le da pastillas para que pierda la memoria, lo que parece que comienza a tener estragos en su salud mental, sin embargo se revela que nunca las había tomado y que sí recordaba el asesinato de Yoon-hee, pero no quería decir nada para proteger a su madre. Al darse cuenta de los terribles actos de su madre, decide darle las pastillas que Bun-hong le había intentado dar para que olvide todos los crímenes que había cometido, sin embargo ella se da cuenta de las intenciones de su hija y comienza a fingir que las había tomado. Cuando su padre descubre que Seo-jin había estado fingiendo su demencia, está lo mata luego de lanzarlo de un edificio, lo que deja destrozada a Eun-byul, quien se disculpa con él. Finalmente al darse cuenta de la maldad de su madre, la denuncia a la policía por la muerte de Yoon-he, Yoon-cheol y de su abuelo. Poco después, Eun-byul visita el memorial de Soo-ryun y Yoon-hee y les pide disculpas por todo. Durante el juicio aunque Seo-jin intenta hacerles creer a los miembros del jurado que tiene demencia, Eun-byul la desenmascara e intenta quitarse la vida y le dice a su madre que no quiere volver a verla, lo que deja destrozada a Seo-jin, quien finalmente comprende que todas sus acciones dañaron profundamente a su hija. Tres años después, Eun-byul se recupera y se une al coro de una iglesia. Mientras se prepara para finalmente visitar a su madre, no sabe que en realidad ella la ha estado viendo a escondidas y que vive cerca de ella, tampoco se da cuenta, de que su madre se quita la vida tomando pastillas, y le deja una nota pidiéndole perdón y que no sea como ella. |
| Jung Sung-mo  | Cheon Myung-soo | -          | -                       | Es el padre de Seo-jin y Seo-young. Un hombre dedicado a mantener intacta la reputación del Instituto Chungah. Después de descubrir la infidelidad de su hija y posterior divorcio, decide darle el instituto a Seo-young. Más tarde muere de un ataque cardíaco después de caer por las escaleras luego que su hija Seo-jin, lo confrontara por su decisión y lo dejara morir. Poco después, Seo-jin encuentra su testamento y lo quema para poder quedarse con el instituto, luego de que él le dejara claro que todo quedaría en manos de su hermana Seo-young. Años más tarde, durante el juicio de Seo-jin por las muertes de Yoon-hee, Soo-ryun y Yoon-cheol, Eun-byul le dice al jurado que también era la responsable de la muerte de su abuelo. |
| Ha Min        | Kang Ok-gyo     | -          | -                       | Es la madrastra de Seo-jin y madre de Seo-young. |
| Shin Seo-hyun | Cheon Seo-young | -          | 6, 15-16, 19            | Es la media hermana menor de Seo-jin. |
| Ahn Tae-hwan  | -               | 1          | 6                       | Es el esposo de Seo-young. |

#### Familia de Yoon-hee
| Actor           | Personaje    | Temporadas | Episodio donde apareció | Notas |
| --------------- | ------------ | ---------- | ----------------------- | --- |
| Kim Hyun-soo    | Bae Ro-na    | 1-         | -                       | Es la hija de Yoon-hee, una joven justa que está decidida a desenmascarar a los responsables de la muerte de Min Seol-ah. Más tarde se vuelve en el blanco del acoso de Joo Seok-kyung, Ha Eun-byul y Yoo Je-nnie. Más tarde sale brevemente con Joo Seok-hoon, sin embargo él se aleja de ella y comienza a tratarla de forma indiferente, cuando la madre de Ro-na es acusada y arrestada del asesinato de Shim Soo-ryun, la madre de Seok-hoon. Dos años después, sufre el acoso de la gente que cree que su madre es una asesina, sin embargo aunque Yoon-hee logra demostrar su inocencia y se reúne con ella, su felicidad dura poco luego de que le revelara que ella había sido la responsable de la muerte de Min Seol-ah, lo que la deja aterrorizada y se aleja de ella, mudándose a los Estados Unidos. Sintiéndose culpable por Seol-ah, debido a las acciones de su madre, decide volver y se inscribirse a la misma prestigiosa escuela luego de ganar un premio internacional que le permitiría volver al instituto, para ganar el premio Chungah y así cumplir el sueño de Seol-ah. Más tarde, después de ganar la competencia, Ro-na es atacada por Eun-byul, quien la golpea con el trofeo y la empuja de las escaleras, dejándola en estado crítico. Poco después, se revela que en realidad a pesar de sobrevivir al golpe de Eun-byul, en realidad Joo Dan-tae había sido el responsable de darle el golpe fatal, entrar a su cuarto en el hospital y desconectar los cables que la ayudaban a respirar, matándola. Cuando su madre visita a Ha Yoon-cheol, quien es arrestado falsamente por el asesinato de Ro-na, le dice que en realidad él era su padre biológico. Finalmente se revela que en realidad estaba viva, luego de que Soo-ryun la salvara de Dan-tae. Luego de despertar, se une al plan de Logan, Soo-ryun, Seok-hoon, Yoon-hee y Seo-jin para atrapar a Dan-tae, lo que ocasiona que sea arrestado por el asesinato de Na Ae-kyo y el ataque en contra de Soo-ryun y ella. Tiempo después, cuando su madre muere, queda destrozada y junto a Soo-ryun y Logan buscan al responsable, quien resulta ser Seo-jin, a quien desenmascara frente a los reporteros. Poco después, se revela que sabía que Yoon-cheol era su padre biológico, sin embargo actúa como si no lo supiera. Cuando Seo-jin actúa como si la confundiera con Ha Eun-byul, Yoon-cheol la protege, pero al caer de las escaleras termina perdiendo la vista, cosa que le oculta a Ro-na. Mientras está en coma, Ro-na lo visita y finalmente lo llama "papá". Poco después, cuando es aceptada en Julliard School decide irse a los Estados Unidos con el apoyo de Soo-ryun y Logan. Luego de la muerte de Soo-ryun, queda destrozada, cuando asiste al juicio en contra Seo-jin junto a Seok-hoon, Seok-kyung, Logan, Ma-ri y Je-nnie finalmente la ve recibir su castigo. Tres años más tarde, Ro-na perdona a Seok-kyung por sus acciones del pasado y se reúne con Seok-hoon, con quien participa en el recital en memoria de Logan, quien había muerto. |
| Hwang Young-hee | -            | -          | 10                      | Es la ex suegra de Yoon-hee. Cheon Seo-jin le paga para que fuera al Hera Palace y montara una escena, acusando a Yoon-hee de no dejarla visitar a su nieta Ro-na, y culpando a Yoon-hee por la muerte de su hijo. Es una mujer que haría cualquier cosa por dinero. |
| -               | Bae Ho-cheol | -          | -                       | Es el primer marido de Yoon-hee y padre adoptivo de Bae Ro-na. Más tarde, se revela que engañó a Yoon-hee y que había muerto antes de los eventos de la serie. |

#### Familia de Ma-ri
| Actor       | Personaje    | Temporadas | Episodio donde apareció | Notas |
| ----------- | ------------ | ---------- | ----------------------- | --- |
| Jin Ji-hee  | Yoo Je-nnie  | 1-         | -                       | Es la hija de Kang Ma-ri y Yoo Dong-pil, quien sueña con convertirse en cantante. Es una joven egosíta que acosa a quienes considera inferiores, junto a Seok-kyung, Eun-byul y Min-hyuk. A pesar de esto, más tarde le demuestra compasión a Bae Ro-na, cuando es la única en acercarse a ella y darle comida, después de que todos comienzan a acosarla, luego de que su madre fuera arrestada erróneamente por el asesinato de Shim Soo-ryun. Dos años después, Je-nnie ha cambiado y se ha convertido en una joven comprensiva. Cuando sus "amigos" descubren que apoyó y se hizo amiga de Ro-na, Je-nnie se convierte en una de sus nuevas víctimas y comienzan a acosarla, grabando videos donde la obligan a comer. Finalmente cuando su madre descubre el acoso por el que está siendo sometida, confronta a los responsables y le pide disculpas. Poco después, junto a su madre se hacen amigas de Ro-na y su madre Yoon-hee, por lo que quedan destruidas cuando Ro-na muere luego de ser atacada. Más tarde, cuando sus compañeros de clase descubren que su madre trabaja como masajista, Je-nnie la apoya. Tiempo después, Je-nnie continúa con su naturaleza luchadora y junto a su madre siguen apoyando a Soo-ryun, Logan y Ro-na. Después de la muerte de Soo-ryun a manos de Seo-jin, quedan destrozadas y asisten al juicio en contra de Seo-jin donde finalmente la ven pagar por sus crímenes. Poco después de la muerte de Logan, junto a su madre siguen apoyando a Ro-na. En un mes, Je-nnie viajará a Italia para continuar sus estudios y Ro-na la sigue apoyando como su mejor amiga. |
| Park Ho-san | Yoo Dong-pil | 2-         | -                       | Es el esposo de Ma-ri y padre de Je-nnie. Dong-pil está en prisión luego de aceptar la culpa por un crimen que cometió Joo Dan-tae a cambio de que Ma-ri y su hija vivieran en el Hera Palace. Más tarde, es liberado y se reúne con su familia, sin embargo luego de caer nuevamente en los trucos de Dan-tae, decide entregarse a la policía, no sin antes despedirse de Je-nnie y decirle que la quiere mucho. |

#### Familia de Kyoo-jin y Sang-ah
| Actor       | Personaje    | Temporadas | Episodio(s) donde apareció | Notas |
| ----------- | ------------ | ---------- | -------------------------- | --- |
| Lee Tae-bin | Lee Min-hyuk | 1-         | -                          | Es el hijo de Kyoo-jin y Sang-ah. Forma parte del grupo de Joo Seok-kyung, Yoo Je-nnie y Ha Eun-byul, quienes hacen lo que quieren, desobedeciendo las reglas y acosando a quienes no les caen bien. Es un joven que sigue a los demás. Aunque aparenta ser amigo de alguien en realidad está con quien le convenga. Dos años después, luego de descubrir que Je-nnie ayudó a Ro-na cuando era acosada, se une a los demás y comienzan a molestarla. Cuando intenta golpear a Seok-hoon luego de que él intentara detener el acoso hacia Je-nnie, se cae y se rompe el brazo después de resbalarse con el jugo que él mismo había tirado, luego de que Ro-na pateara la silla donde estaba parado. Poco después, cuando Kang Ma-ri descubre la participación de Min-hyuk en el acoso hacia su hija, lo confronta y le advierte que no vuelva a molestarla. Dispuesto a cambiar y a recuperar su amistad con Je-nnie, Min-hyuk cambia su forma de ser y se arrepiente de sus acciones. Poco después se une a Seok-hoon, Je-nnie y Ro-na, y se protegen. Cuando sus padres son arrestados, decide unirse al ejército. Más tarde sus padres se divorcian y Kang Ma-ri se encarga de cuidar de Sang-ah. Tres años después, luego de concluir con su mandato, asiste al recital de Seok-hoon y Ro-na donde se reencuentra con Je-nnir, quien aún no acepta completamente sus sentimientos. Ese mismo día, cuando se reúne con su madre, la abraza y le dice que la extraña. |
| Seo Hye-rin | Wang Mi-ja   | -          | -                          | Es la madre de Kyoo-jin y abuela de Min-hyuk. Una ex actriz que amasó una fortuna gracias a su carrera en la televisión culinaria. |

### Otros personajes
| Actor         | Personaje                  | Temporada(s) | Episodio(s) donde apareció | Notas |
| ------------- | -------------------------- | ------------ | -------------------------- | --- |
| Kim Dong-kyu  | Secretario Cho             | 1-           | -                          | Es el leal secretario de Joo Dan-tae, así como el encargado de cubrir y limpiar las secuelas de sus malas acciones. Cho hace lo que Dan-tae le ordene, sin importar el método requerido. Más tarde, es el responsable de recuperar el cuchillo que Oh Yoo-hee había tirado y de haberla atraído al estudio donde se encontraba Shim Soo-ryun quien había sido atacada por Dan-tae. |
| Lee Cheol-min | Yoon Tae-joo               | 1            | -                          | Es el antiguo asistente personal de Joo Dan-tae y uno de los pocos que en realidad se preocupa por Shim Soo-ryun (la esposa de Dan-tae), a quien apoya en su búsqueda de los responsables de la muerte de su hija, Min Seol-ah. Poco después cuando Dan-tae descubre que ha estado ayudando a su esposa, por miedo a él, Tae-joo se quita la vida en un accidente automovilístico. |
| Kim Ro-sa     | Yang Mi-ok                 | 1-2          | -                          | Es la ama de llaves de Joo Dan-tae y Shim Soo-ryun. Es una mujer escalofriante que tiene dos caras, aunque parece tranquila, en realidad está profundamente enamorada y obsesionada con Dan-tae, por lo que cuando se encuentra sola se pone la ropa de Soo-ryumn y actúa como si fuera la esposa de Dan-tae. Más tarde sigue las órdenes de Dan-tae y llega a Soo-ryun al estudio, donde él acuchilla a su esposa. Dos años después, intenta atacar a Oh Yoon-hee y a su hija Bae Ro-na, pero ambas son salvadas por Koo Ho-dong, mientras que Mi-ok se suicida. |
| Kim Do-hyun   | Secretario Do              | 1-           | -                          | Es el joven y misterioso secretario de Seo-jin, así como el encargado de cubrir sus malas acciones, así como las secuelas de cada uno de sus movimientos, entre ellas, cubrir el incidente en el que Seo-jin huyó de la escena, luego de haber ocasionado la muerte de su padre. |
| Kim Jae-hong  | Secretario Hong            | 1-           | -                          | Es el leal secretario de Logan Lee. |
| Ha Do-kwon    | Ma Doo-gi                  | 1-3          | -                          | Es un maestro de ópera que sigue las órdenes de Seo-jin y acosa a Bae Ro-na. Es leal a Seo-jin. Es un hombre débil cuando se trata de dinero y poder, por lo que acepta sobornos, entre ellos recibir una gran cantidad de dinero por parte de Joo Dan-tae para compartir un ensayo. Ahora que Seo-jin se ha convertido en la presidenta de la escuela, Doo-gi ha sido ascendido al puesto de director del departamento de arte. |
| Ahn Yun-hong  | Jin Bun-hong               | 2-           | -                          | Es la encargada de supervisar los patrones de educación y estilo de vida de Eun-byul, la hija de Seo-jin. Poco después se revela que en realidad trabaja para Logan y que está vigilando las acciones y comportamientos de Seo-jin, Dan-tae y Eun-byul. Luego del ataque a Ro-na, Bun-hong le dice a Logan que cree que Eun-byul estaba involucrada. Más tarde, luego de que Seo-jin es arrestada se encarga de Eun-byul, por quien muestra una conducta obsesiva. Tiempo después se muestra a Bun-hong trabajando para Dan-tae. Finalmente . Más tarde se revela que la verdadera obsesión de Bun-hong con Eun-byul se debía a que años atrás luego de huir asustada de su abusivo y borracho esposo, este se había vengado de ella con su hija Michelle, dejándola afuera y ocasionando que muriera de frío, por lo que Bun-hong se culpaba. |
| Ohn Joo-wan   | Baek Joon-gi (Joo Dan-tae) | 2-           | -                          | Es un hombre misterioso que aparece sentado junto a Logan Lee en un vuelo de vuelta a Corea del Sur. Más tarde se revela que su identidad es la de ser el verdadero Joo Dan-tae, a quien Baek Joon-gi le robó, haciéndose pasar por él y robándole la fortuna de sus padres luego de asesinarlos. Después de que Logan lo encontrara, decide llevarlo de ayudarlo para que se vengue de Joon-gi. Más tarde se revela que a través de sus familias, él estaba comprometido con Shim Soo-ryun, a pesar de que ella nunca lo había conocido. También se revela que en realidad no estaba interesado en vengarse de Joon-gi y que era uno de los involucrados en el intento de asesinato de Logan, luego de haberse aliado a Seo-jin después de que esta le prometiera pagar todas sus deudas de juego. Cuando Logan revela que sigue con vida, Joon-ki sorprendido, le jura que no había tenido nada que ver con lo que había pasado, sin embargo poco después se rinde y le dice toda la verdad sobre su contrato con Seo-jin. Furioso, Logan decide enviarlo nuevamente al hospital de donde lo sacó, lo que ocasiona que Joon-gi le suplique sin éxito que no lo haga. |
| Byun Woo-min  | Cho Sang-heon              | 1            | 1-2, 4-5                   | Es un congresista y una de las personas a las que Shim Soo-ryun quiere destruir por la muerte de su hija. Después de que Soo-ryun descubre su fraude, él intenta matarla sin éxito. Más tarde, es asesinado. |
| Ki Eun-se     | Kim Ki-ja                  | 1            | 20-21                      | Es una joven reportera, así como amiga y antigua compañera de la universidad de Shim Soo-ryun, a quien Soo-ryun ayuda. Cuando se reencuentran Soo-ryun le pide ayuda para revelar a todos los responsables del acoso a Min Seol-ah, así como todas las acciones que realizaron. Cuando Soo-ryun es asesinada y Oh Yoon-hee es falsamente culpada y encarcelada por su muerte, Ki-ja no lo cree y comienza a investigar la verdad. |
| Lee Hye-ra    | -                          | 1, 3         | 5-6; 6,8                   | Es la madre adoptiva de Seol-ah. Más tarde junto a su esposo son investigados por la policía en los Estados Unidos, luego de ser acusados de adquisición ilegal de médula ósea, acción que realizaron en el pasado para salvar a Logan y por lo que adoptaron a Seol-ah. |
| Jung Ah-mi    | Sra. Song                  | 1            | -                          | |
| Han Seung-soo | Min Hyung-shik             | 1            | 3, 5                       | Es el director del orfanato. |
| Lee Hyo-bi    | -                          | 1            | -                          | Es una niña huérfana. |
| Im Jung-min   | -                          | 1            | -                          | Es un prestamista. |
| Nam Sung-jin  | -                          | 3            | 3, 7                       | Es el padre del verdadero Joo Dan-tae. Junto a su esposa son asesinados por el verdadero Baek Joon-gi. |
| Kim Eun-jin   | -                          | 3            | 3                          | Es la madre del verdadero Joo Dan-tae. Junto a su esposo son asesinados por el verdadero Baek Joon-gi. |
| Kim Joo-hee   | -                          | 7            | -                          | Es un presentador de noticias. |
| Kim Se-hee    | -                          | 10, 12       | -                          | Es un presentador de noticias. |

### Apariciones especiales

#### Tercera temporada
| Actor           | Personaje      | Episodio(s) donde apareció | Notas |
| --------------- | -------------- | -------------------------- | --- |
| Ahn Hye-kyung   | -              | -                          | [ 62 ] |
| Kim Bup-rae     | -              | -                          | |
| Im Seulong      | -              | 13                         | Es un doctor que ayuda a Ha Yoon-cheol a obtener los resultados de la resonancia magnética de Cheon Seo-jin que demuestra que ha estado fingiendo su demencia.                   |
| Heo Jung-min    | -              | 12-13                      | Es un doctor. |
| Shin Seung-hwan | -              | 12-13                      | Es un doctor. |
| Seo Ji-seok     | -              | 11-13                      | Es un detective. |
| Lee Tae-sung    | -              | 11-12, 14                  | Es un fiscal que lucha por encarcelar a Cheon Seo-jin por sus crímenes. |
| Yoon Joo-man    | -              | 11-12                      | Es un prestamista. |
| Lee Yu-bi       | -              | 7-8                        | Es la "jefa" del centro de menores que atormenta a Joo Seok-kyung. |
| Shin Sung-woo   | Clark Lee      | 7-8                        | |
| Yoon Seok-hwa   | -              | 7-9                        | Es la abuela de Logan Lee. |
| Bae Hae-sun     | Yoon Kyung-eun | 6-7                        | Es la viceministra de educación. |
| Song Young-gyu  | Kang Sin-mo    | 6-7                        | Es el ministro de educación. |
| Sung Ji-ru      | Oh Man-sik     | 3, 6                       | |
| Park Sang-myun  | Bang Chi-soon  | 1                          | Es el "jefe" de la celda de la prisión de hombres. |
| Jung Young-joo  | "Queen Sis"    | 1                          | Es la "jefa" de la celda de la prisión de mujeres, una mujer excéntrica, quien le ordena a otras prisioneras que le canten y le den masajes. No se lleva bien con Cheon Seo-jin. |
| Kwon Tae-won    | Mr. Jung       | 1                          | Es el presidente del tribunal supremo. |
| Lee Sang-min    | Mr. Jo         | 1                          | Es un guardia de la prisión. |
| Yoo Yeon        | -              | 1                          | Es la psiquiatra de Shim Soo-ryun, a quien ayuda a superar la muerte de Logan.                                                                                                   |

#### Segunda temporada
| Actor                     | Personaje       | Episodio donde apareció | Notas |
| ------------------------- | --------------- | ----------------------- | --- |
| Park Ho-san               | Yoo Dong-pil    | 13                      | Es el esposo de Kang Ma-ri y padre de Yoo Je-ni. Dong-pil está en prisión luego de aceptar la culpa por un crimen que cometió Joo Dan-tae a cambio de que Ma-ri y su hija vivieran en el Hera Palace. |
| Choi Byung-mo             | -               | 13                      | Es un juez que preside el caso contra los residentes del Hera Palace. |
| Ohn Joo-wan               | Baek Joon-ki    | 13                      | Es un hombre misterioso que conoce a Logan Lee. |
| Lee Soo-ryun              | -               | 13                      | Es una fiscal que lleva el caso de los residentes del Hera Palace. |
| Lee Sang-min              | Mr. Jo          | 13                      | Es un oficial de la correccional que entrega un mensaje importante a Joo Dan-te. |
| Yoo Jun-sang              | Jung Doo-man    | 12-13                   | Es un político y el novio de Na Ae-kyo, quien se une a Logan Lee para vengarse de Joo Dan-tae por la muerte de Ae-kyo. Amaba profundamente a Ae-kyo, por lo que queda destruido después de su muerte y ayuda a Shim Soo-ryun.                                                                                    |
| Kim Dong-young            | -               | 11-12                   | Es un detective asignado al caso de Dan-tae. |
| Jo Jae-yoon               | Hwang Geum-bong | 9-12                    | Ees un agente de bienes raíces bien informado sobre la próxima remodelación del distrito de Cheonjin. |
| Kim Kwang-kyu             | -               | 8                       | Es un actor a quien Joo Dan-tae contrata para hacerse pasar por el detective que investiga el ataque brutal en contra de Ro-na. |
| Lee Si-eon                | -               | 6                       | Es el detective encargado de investigar el ataque contra Bae Ro-na. Rápidamente se da cuenta de que alguien relacionado con la escuela Cheong-ah está intentando ocultar su participación. |
| Nam Bo-ra                 | -               | 5, 7                    | Es la pianista para Bae Ro-na durante la competencia de canto. Acepta un soborno por parte de Ha Yoon-cheol para cambiar la partidura y sabotear a Ro-na. Cuando Oh Yoon-hee descubre sus acciones, la confronta.                                                                                                |
| Bada                      | Park Young-ran  | 2                       | Es una de las amigas de Oh Yoon-hee. |
| Lee Sang-woo              | Son Hyung-jin   | 2, 4                    | Es un reportero que escribe una reseña negativa sobre la voz de Cheon Seo-jin. Poco después se revela que estaba trabajando con Ha Yoon-cheol y que él había sido responsable de tomar y revelar al público las fotos de Seo-jin besando a Yoon-cheol, lo que ocasiona que Joo Dan-tae se entere de su aventura. |
| Jang Sung-kyu             | -               | 1, 5, 11, 13            | Es el apasionado jefe del personal del asambleísta Lee Gyu-jin durante su campaña electoral. |
| Jun Jin (Park Choong-jae) | -               | 1                       | Es un hombre que asiste a una boda con su esposa. |
| Ryu Yi-seo                | -               | 1                       | Es una mujer que asiste a una boda con su esposo. |
| Song Duk-ho               | Ye Tae-sool     |                         | [ 80 ] |

#### Primera temporada
| Actor           | Personaje | Episodio donde apareció | Notas |
| --------------- | --------- | ----------------------- | --- |
| Hwang Young-hee | -         | 10                      | Es la ex suegra de Oh Yoon-hee. Cheon Seo-jin le paga para que fuera al Palacio de Hera y montara una escena, acusando a Yoon-hee de no dejarla visitar a su nieta Ro-na, y culpando a Yoon-hee por la muerte de su hijo. Es una mujer que haría cualquier cosa por dinero. |
| Yoon Bok-in     | Woon-jung | -                       | |
| Kang Boo-ja     | -         | -                       | |

## Episodios

#### Primera temporada
La primera temporada de la serie estuvo conformada por veintiuno episodios, los cuales fueron emitidos todos los lunes y martes a las 22:00 (KST) del 26 de octubre de 2020 hasta el 5 de enero de 2021. En diciembre de 2020, se anunció que la primera temporada que se suponía que tendría 20 episodios, se había extendido a 21 episodios (esto debido a que un episodio no se había transmitido debido al partido de fútbol entre Corea vs. Catar).
Después de que muchos espectadores presentaran quejas a la Comisión de Normas de Comunicaciones de Corea (KCSC) y a la Junta Nacional de Peticiones de la Casa Azul, mencionando que la serie debería tener una calificación para mayores de 19 años en vez de 15 años, luego de expresar su preocupación por parte del contenido de los dos primeros episodios donde se mostraba explícitamente la violencia escolar, el bullying, entre otras situaciones. La cadena SBS anunció que después de tener una discusión con el equipo de producción, estos ajustarían sus calificaciones a partir del próximo cuarto episodio en adelante a 19+.
El 16 de noviembre del mismo año, la SBS anunció que no emitiría el episodio de ese mismo día, debido a que retransmitirían el partido de fútbol de preparación entre las selecciones nacionales de Corea del Sur y Catar.
El 24 de diciembre de 2020, se anunció que los dos último episodios de la serie (18 y 19) tendrían una calificación de 19+.
El 12 de enero de 2021 se emitió un episodio especial titulado "The Penthouse Hidden Room - Hidden Story" donde emitió entrevistas con el elenco de la serie.

#### Segunda temporada
En diciembre del mismo año se anunció que la segunda temporada que originalmente había sido planeada para tener 20 episodios, sería dividida en dos temporadas. La primera parte conformó la segunda temporada y estuvo compuesta por 13 episodios, los cuales fueron emitidos todos los viernes y sábados (KST) del 19 de febrero de 2021 hasta el 2 de abril del mismo año.
El 16 de febrero de 2021 se anunció que después de una evaluación interna se había decidido que el primer episodio de la segunda temporada tuviera una marca de 19+ (para mayores de edad).
En abril del mismo año se emitió un episodio especial titulado "The Penthouse 2: Hidden Room: Unfinished Story" el cual mostró entrevistas con el elenco principal de la serie.

#### Tercera temporada
Originalmente la tercera temporada estaría conformada por 12 episodios, sin embargo más tarde se extendió a dos más siendo un total de 14 episodios, los cuales son emitidos una vez a la semana todos los viernes a las 10:00pm (KST) a partir del 4 de junio de 2021.
A finales de mayo de 2021 la SBS anunció que el 2 de junio del mismo año a las 9:00pm (KST) se emitirá una transmisión especial titulado The Penthouse 3: Hidden Room - The Beginning of the End, antes del estreno del primer episodio de la tercera temporada donde participarán los actores Kim Young-dae, Han Ji-hyun, Choi Ye-bin, Lee Tae-vin y Kim Hyun-soo, mientras que los actores Kim Jae-hong, Kim Do-hyun y Kim Dong-kyu realizarán apariciones especiales.

## Ratings
Los números en color rojo indican las calificaciones más bajas, mientras que los números en azul indican las calificaciones más altas.

### Primera temporada
| N.º      | Parte    | Fecha de emisión        | Participación promedio de audiencia | Participación promedio de audiencia | Participación promedio de audiencia |
| N.º      | Parte    | Fecha de emisión        | AGB Nielsen                         | AGB Nielsen                         | TNmS ratings                        |
| N.º      | Parte    | Fecha de emisión        | Nacional                            | Seúl                                | Nacional                            |
| -------- | -------- | ----------------------- | ----------------------------------- | ----------------------------------- | ----------------------------------- |
| 1        | 1        | 26 de octubre de 2020   | 6.7% (15.ª)                         | 8.2% (8.ª)                          | 5.2% (18.ª)                         |
| 1        | 2        | 26 de octubre de 2020   | 9.2% (5.ª)                          | 10.5% (5.ª)                         | 6.8% (11.ª)                         |
| 1        | 3        | 26 de octubre de 2020   | 9.1% (6.ª)                          | 10.5% (5.ª)                         | 6.5% (13.ª)                         |
| 2        | 1        | 27 de octubre de 2020   | 8.2% (7.ª)                          | 9.4% (5.ª)                          | 6.0% (13.ª)                         |
| 2        | 2        | 27 de octubre de 2020   | 9.8% (6.ª)                          | 11.2% (4.ª)                         | 7.0% (12.ª)                         |
| 2        | 3        | 27 de octubre de 2020   | 10.1% (4.ª)                         | 11.6% (3.ª)                         | 7.4% (8.ª)                          |
| 3        | 1        | 2 de noviembre de 2020  | 8.0% (9.ª)                          | 8.6% (7.ª)                          | 6.7% (12.ª)                         |
| 3        | 2        | 2 de noviembre de 2020  | 11.4% (3.ª)                         | 12.3% (2.ª)                         | 9.8% (6.ª)                          |
| 4        | 1        | 3 de noviembre de 2020  | 10.8% (5.ª)                         | 12.0% (4.ª)                         | 7.8% (7.ª)                          |
| 4        | 2        | 3 de noviembre de 2020  | 13.9% (3.ª)                         | 15.1% (2.ª)                         | 10.3% (5.ª)                         |
| 5        | 1        | 9 de noviembre de 2020  | 9.6% (6.ª)                          | 10.8% (5.ª)                         | 8.4% (9.ª)                          |
| 5        | 2        | 9 de noviembre de 2020  | 12.9% (4.ª)                         | 14.2% (2.ª)                         | 11.0% (5.ª)                         |
| 6        | 1        | 10 de noviembre de 2020 | 10.3% (5.ª)                         | 11.3% (3.ª)                         | 9.2% (6.ª)                          |
| 6        | 2        | 10 de noviembre de 2020 | 14.5% (2.ª)                         | 16.1% (1.ª)                         | 12.6% (2.ª)                         |
| 7        | 1        | 16 de noviembre de 2020 | 10.4% (6.ª)                         | 11.4% (5.ª)                         | 10% (7.ª)                           |
| 7        | 2        | 16 de noviembre de 2020 | 14.5% (3.ª)                         | 15.9% (1.ª)                         | 12.8% (4.ª)                         |
| 8        | 1        | 23 de noviembre de 2020 | 11.1% (5.ª)                         | 11.8% (5.ª)                         | 10.8% (5.ª)                         |
| 8        | 2        | 23 de noviembre de 2020 | 15.5% (3.ª)                         | 16.5% (2.ª)                         | 13.7% (3.ª)                         |
| 9        | 1        | 24 de noviembre de 2020 | 12.2% (3.ª)                         | 13.1% (3.ª)                         | 11.2% (3.ª)                         |
| 9        | 2        | 24 de noviembre de 2020 | 16.0% (2.ª)                         | 17.4% (1.ª)                         | 14.1% (2.ª)                         |
| 10       | 1        | 30 de noviembre de 2020 | 13.2% (5.ª)                         | 14.6% (4.ª)                         | 12.3% (5.ª)                         |
| 10       | 2        | 30 de noviembre de 2020 | 16.9% (3.ª)                         | 18.8% (1.ª)                         | 15.7% (3.ª)                         |
| 11       | 1        | 1 de diciembre de 2020  | 14.7% (4.ª)                         | 16.0% (3.ª)                         | 11.4% (4.ª)                         |
| 11       | 2        | 1 de diciembre de 2020  | 19.6% (1.ª)                         | 21.2% (1.ª)                         | 13.3% (3.ª)                         |
| 12       | 1        | 7 de diciembre de 2020  | 16.3% (4.ª)                         | 17.9% (2.ª)                         | 14.3% (4.ª)                         |
| 12       | 2        | 7 de diciembre de 2020  | 19.9% (1.ª)                         | 21.5% (1.ª)                         | 16.1% (3.ª)                         |
| 13       | 1        | 8 de diciembre de 2020  | 17.6% (3.ª)                         | 19.2% (2.ª)                         | 15.5% (4.ª)                         |
| 13       | 2        | 8 de diciembre de 2020  | 22.1% (1.ª)                         | 23.9% (1.ª)                         | 18.9% (2.ª)                         |
| 14       | 1        | 14 de diciembre de 2020 | 17.5% (4.ª)                         | 19.5% (2.ª)                         | 16.6% (4.ª)                         |
| 14       | 2        | 14 de diciembre de 2020 | 22.0% (1.ª)                         | 23.9% (1.ª)                         | 19.5% (2.ª)                         |
| 15       | 1        | 15 de diciembre de 2020 | 19.6% (2.ª)                         | 20.8% (2.ª)                         | 16.9% (4.ª)                         |
| 15       | 2        | 15 de diciembre de 2020 | 23.3% (1.ª)                         | 25.0% (1.ª)                         | 20.8% (1.ª)                         |
| 16       | 1        | 21 de diciembre de 2020 | 19.1% (3.ª)                         | 20.2% (2.ª)                         | 17.4% (4.ª)                         |
| 16       | 2        | 21 de diciembre de 2020 | 23.7% (1.ª)                         | 25.2% (1.ª)                         | 21.1% (1.ª)                         |
| 17       | 1        | 22 de diciembre de 2020 | 19.1% (3.ª)                         | 20.7% (2.ª)                         | 18.4% (4.ª)                         |
| 17       | 2        | 22 de diciembre de 2020 | 24.0% (1.ª)                         | 25.8% (1.ª)                         | 22.4% (1.ª)                         |
| 18       | 1        | 28 de diciembre de 2020 | 21.0% (2.ª)                         | 22.7% (2.ª)                         | 18.0% (3.ª)                         |
| 18       | 2        | 28 de diciembre de 2020 | 23.9% (1.ª)                         | 25.7% (1.ª)                         | 20.9% (1.ª)                         |
| 19       | 1        | 29 de diciembre de 2020 | 21.3% (2.ª)                         | 22.3% (2.ª)                         | 19.1% (4.ª)                         |
| 19       | 2        | 29 de diciembre de 2020 | 23.5% (1.ª)                         | 24.7% (1.ª)                         | 22.4% (1.ª)                         |
| 20       | 1        | 4 de enero de 2021      | 20.4% (3.ª)                         | 21.6% (2.ª)                         | 18.3% (4.ª)                         |
| 20       | 2        | 4 de enero de 2021      | 23.8% (1.ª)                         | 25.2% (1.ª)                         | 22.7% (1.ª)                         |
| 21       | 1        | 5 de enero de 2021      | 23.6% (2.ª)                         | 24.8% (2.ª)                         | 20.6% (4.ª)                         |
| 21       | 2        | 5 de enero de 2021      | 28.8% (1.ª)                         | 30.5% (1.ª)                         | 25.4% (1.ª)                         |
| Promedio | Promedio | Promedio                | 16.4%                               | 17.7%                               | 14.2%                               |

### Segunda temporada
| Episodio | Parte    | Fecha de emisión      | Participación promedio de audiencia | Participación promedio de audiencia | Participación promedio de audiencia |
| Episodio | Parte    | Fecha de emisión      | AGB Nielsen                         | AGB Nielsen                         | TNmS                                |
| Episodio | Parte    | Fecha de emisión      | Nacional                            | Seúl                                | Nacional                            |
| -------- | -------- | --------------------- | ----------------------------------- | ----------------------------------- | ----------------------------------- |
| 1        | 1        | 19 de febrero de 2021 | 16.7% (3.ª)                         | 17.3%(3.ª)                          | 15.1% (3.ª)                         |
| 1        | 2        | 19 de febrero de 2021 | 19.1% (2.ª)                         | 19.9% (1.ª)                         | 17.9% (2.ª)                         |
| 2        | 1        | 20 de febrero de 2021 | 15.1% (7.ª)                         | 15.6% (5.ª)                         | 13.8% (7.ª)                         |
| 2        | 2        | 20 de febrero de 2021 | 20.4% (3.ª)                         | 21.0% (3.ª)                         | 18.0% (3.ª)                         |
| 3        | 1        | 26 de febrero de 2021 | 18.9% (3.ª)                         | 19.7% (2.ª)                         | 17.8% (3.ª)                         |
| 3        | 2        | 26 de febrero de 2021 | 22.3% (1.ª)                         | 22.8% (1.ª)                         | 20.6% (1.ª)                         |
| 4        | 1        | 27 de febrero de 2021 | 18.8% (4.ª)                         | 20.3% (4.ª)                         | 17.7% (4.ª)                         |
| 4        | 2        | 27 de febrero de 2021 | 24.0% (2.ª)                         | 26.1% (2.ª)                         | 22.8% (2.ª)                         |
| 5        | 1        | 5 de marzo de 2021    | 20.9% (3.ª)                         | 22.5% (2.ª)                         | 18.1% (3.ª)                         |
| 5        | 2        | 5 de marzo de 2021    | 24.4% (1.ª)                         | 25.5% (1.ª)                         | 21.3% (2.ª)                         |
| 6        | 1        | 6 de marzo de 2021    | 22.4% (4.ª)                         | 22.8% (4.ª)                         | 20.4% (4.ª)                         |
| 6        | 2        | 6 de marzo de 2021    | 26.9% (2.ª)                         | 27.5% (2.ª)                         | 24.3% (2.ª)                         |
| 7        | 1        | 12 de marzo de 2021   | 19.4% (3.ª)                         | 20.4% (2.ª)                         | 18.8% (3.ª)                         |
| 7        | 2        | 12 de marzo de 2021   | 23.5% (1.ª)                         | 24.3% (1.ª)                         | 22.1% (1.ª)                         |
| 8        | 1        | 13 de marzo de 2021   | 19.9% (4.ª)                         | 21.6% (3.ª)                         | 19.2% (3.ª)                         |
| 8        | 2        | 13 de marzo de 2021   | 24.8% (1.ª)                         | 26.1% (1.ª)                         | 23.5% (1.ª)                         |
| 9        | 1        | 19 de marzo de 2021   | 20.8% (3.ª)                         | 22.1% (2.ª)                         | 19.4% (3.ª)                         |
| 9        | 2        | 19 de marzo de 2021   | 23.6% (1.ª)                         | 24.7% (1.ª)                         | 21.5% (2.ª)                         |
| 10       | 1        | 20 de marzo de 2021   | 20.3% (4.ª)                         | 21.2% (3.ª)                         | 18.9% (4.ª)                         |
| 10       | 2        | 20 de marzo de 2021   | 26.6% (1.ª)                         | 27.0% (1.ª)                         | 24.1% (1.ª)                         |
| 11       | 1        | 26 de marzo de 2021   | 21.5% (2.ª)                         | 22.4% (2.ª)                         | 20.7% (3.ª)                         |
| 11       | 2        | 26 de marzo de 2021   | 25.2% (1.ª)                         | 26.3% (1.ª)                         | 24.1% (1.ª)                         |
| 12       | 1        | 27 de marzo de 2021   | 22.9% (3.ª)                         | 24.5% (3.ª)                         | 21.8% (3.ª)                         |
| 12       | 2        | 27 de marzo de 2021   | 29.2% (1.ª)                         | 30.6% (1.ª)                         | 26.6% (1.ª)                         |
| 13       | 1        | 2 de abril de 2021    | 21.5% (3.ª)                         | 21.9% (3.ª)                         | 20.7% (3.ª)                         |
| 13       | 2        | 2 de abril de 2021    | 25.2% (2.ª)                         | 25.2% (2.ª)                         | 23.4% (2.ª)                         |
| 13       | 3        | 2 de abril de 2021    | 25.8% (1.ª)                         | 26.0% (1.ª)                         | 24.2% (1.ª)                         |
| Promedio | Promedio | Promedio              | 22.2%                               | 23.2%                               | 20.6%                               |

### Tercera temporada
| Episodio | Parte    | Fecha de emisión         | Participación promedio de audiencia | Participación promedio de audiencia | Participación promedio de audiencia |
| Episodio | Parte    | Fecha de emisión         | AGB Nielsen                         | AGB Nielsen                         | TNmS                                |
| Episodio | Parte    | Fecha de emisión         | Nacional                            | Seúl                                | Nacional                            |
| -------- | -------- | ------------------------ | ----------------------------------- | ----------------------------------- | ----------------------------------- |
| 1        | 1        | 4 de junio de 2021       | 16.9% (3.ª)                         | 17.6% (3.ª)                         | 15.6% (3.ª)                         |
| 1        | 2        | 4 de junio de 2021       | 19.5% (1.ª)                         | 21.0% (1.ª)                         | 16.8% (1.ª)                         |
| 1        | 3        | 4 de junio de 2021       | 19.1% (2.ª)                         | 20.2% (2.ª)                         | 15.3% (4.ª)                         |
| 2        | 1        | 11 de junio de 2021      | 15.2% (4.ª)                         | 15.8% (3.ª)                         | 13.5% (5.ª)                         |
| 2        | 2        | 11 de junio de 2021      | 17.5% (1.ª)                         | 18.4% (2.ª)                         | 15.1% (4.ª)                         |
| 2        | 3        | 11 de junio de 2021      | 17.5% (1.ª)                         | 18.5% (1.ª)                         | 15.1% (3.ª)                         |
| 3        | 1        | 18 de junio de 2021      | 14.4% (5.ª)                         | 15.4% (3.ª)                         | 12.9% (5.ª)                         |
| 3        | 2        | 18 de junio de 2021      | 16.3% (2.ª)                         | 17.2% (2.ª)                         | 14.4% (4.ª)                         |
| 3        | 3        | 18 de junio de 2021      | 17.5% (1.ª)                         | 18.6% (1.ª)                         | 15.8% (1.ª)                         |
| 4        | 1        | 25 de junio de 2021      | 14.9% (5.ª)                         | 15.4% (3.ª)                         | 13.5% (5.ª)                         |
| 4        | 2        | 25 de junio de 2021      | 17.0% (2.ª)                         | 17.9% (1.ª)                         | 15.3% (3.ª)                         |
| 4        | 3        | 25 de junio de 2021      | 17.1% (1.ª)                         | 17.9% (1.ª)                         | 15.7% (2.ª)                         |
| 5        | 5        | 2 de julio de 2021       | 16.5% (1.ª)                         | 17.4% (1.ª)                         | 15.0% (2.ª)                         |
| 6        | 6        | 9 de julio de 2021       | 16.7% (1.ª)                         | 17.4% (1.ª)                         | 15.5% (1.ª)                         |
| 7        | 7        | 16 de julio de 2021      | 17.5% (1.ª)                         | 18.7% (1.ª)                         | 15.5% (1.ª)                         |
| 8        | 8        | 30 de julio de 2021      | 15.7% (1.ª)                         | 16.3% (1.ª)                         | 14.8% (1.ª)                         |
| 9        | 9        | 6 de agosto de 2021      | 15.5% (1.ª)                         | 16.9% (1.ª)                         | 14.7% (1.ª)                         |
| 10       | 10       | 13 de agosto de 2021     | 18.8% (1.ª)                         | 19.4% (1.ª)                         | 17.8% (1.ª)                         |
| 11       | 11       | 20 de agosto de 2021     | 18.4% (1.ª)                         | 18.2% (1.ª)                         | 17.8% (1.ª)                         |
| 12       | 12       | 27 de agosto de 2021     | 17.5% (1.ª)                         | 18.4% (1.ª)                         | 15.5% (2.ª)                         |
| 13       | 13       | 3 de septiembre de 2021  | 17.9% (1.ª)                         | 18.7% (1.ª)                         | 16.0% (2.ª)                         |
| 14       | 14       | 10 de septiembre de 2021 | 19.1% (1.ª)                         | 16.8%                               |                                     |
| Promedio | Promedio | Promedio                 | 17.1%                               | 17.9%                               | 15.65%                              |

### Especiales
| N.º | Parte | Título                                                                      | Fecha de emisión         | Participación promedio de audiencia | Participación promedio de audiencia | Participación promedio de audiencia |
| N.º | Parte | Título                                                                      | Fecha de emisión         | AGB Nielsen                         | AGB Nielsen                         | TNmS                                |
| N.º | Parte | Título                                                                      | Fecha de emisión         | Nacional                            | Seúl                                | Nacional                            |
| --- | ----- | --------------------------------------------------------------------------- | ------------------------ | ----------------------------------- | ----------------------------------- | ----------------------------------- |
| 1   | 1     | The Penthouse Hidden Room - Hidden Story                                    | 12 de enero de 2021      | 9.8% (6.ª)                          | 11.0% (4.ª)                         | N/A                                 |
| 1   | 2     | The Penthouse Hidden Room - Hidden Story                                    | 12 de enero de 2021      | 8.8% (11.ª)                         | 10.3% (5.ª)                         | N/A                                 |
| 2   | 1     | The Penthouse 2: Hidden Room: Unfinished Story                              | 3 de abril de 2021       | 6.5% (13.ª)                         | 7.6% (8.ª)                          | N/A                                 |
| 2   | 2     | The Penthouse 2: Hidden Room: Unfinished Story                              | 3 de abril de 2021       | 9.8% (3.ª)                          | 10.6% (3.ª)                         | N/A                                 |
| 3   | 1     | The Penthouse 3: Hidden Room - The Beginning of the End                     | 2 de junio de 2021       | N/A                                 | N/A                                 | N/A                                 |
| 3   | 2     | The Penthouse 3: Hidden Room - The Beginning of the End                     | 2 de junio de 2021       | N/A                                 | 4.1% (20.ª)                         | N/A                                 |
| 4   | 1     | The Penthouse 3: Hidden Room – Record of 540 Days Filming (Special Episode) | 18 de septiembre de 2021 |                                     |                                     |                                     |

## Música
El OST de la serie está conformado por las siguientes canciones:

### Primera temporada
| N.º | Intérprete(s)                  | Canción                                                                 | Duración |
| --- | ------------------------------ | ----------------------------------------------------------------------- | -------- |
| 1   | HEDY                           | "Life"                                                                  | 3:34     |
| 2   | Ha Jin                         | "Crown"                                                                 | 3:03     |
| 3   | Han Seung-hee                  | "Desire"                                                                | 4:12     |
| 4   | 18Again & O'z Mood (오즈무드)) | "You Left To Me" (내게 남은 그대 )                                      | 3:21     |
| 5   | Noblesse                       | "Higher"                                                                | 3:47     |
| 6   | Kim Jun-seok                   | "Penthouse" (펜트하우스)                                                | 3:06     |
| 7   | Jung Sae-rin                   | "A Blinded Person By Greed" (탐욕에 눈이 먼 자)                         | 2:45     |
| 8   | Joo In-ro                      | "Time To Reveal The Truth" (진실을 밝힐 시간)                           | 3:35     |
| 9   | Kim Jun-seok                   | "A Place Dizzyingly High And Distant" (아찔하게 높고 아득하게 먼 그 곳) | 3:18     |
| 10  | Lee Yun-ji                     | "Their Own World" (그들만의 세상)                                       | 4:23     |

### Segunda temporada

#### Parte 1
| N.º | Intérprete    | Canción               | Letra         | Música                   | Duración |
| --- | ------------- | --------------------- | ------------- | ------------------------ | -------- |
| 1   | Im Chang-jung | "Repeatedly" (되풀이) | Im Chang-jung | Im Chang-jung y WildBoar | 3:37     |
| 2   |               | "Repeatedly" (Inst.)  | -             | Im Chang-jung y WildBoar | 3:37     |

#### Parte 2
| N.º | Intérprete    | Canción                              | Letra         | Música                   | Duración |
| --- | ------------- | ------------------------------------ | ------------- | ------------------------ | -------- |
| 1   | Im Chang-jung | "This Is What I Am" (이게 바로 나야) | Im Chang-jung | Im Chang-jung y WildBoar | 4:11     |
| 2   |               | "This Is What I Am" (Inst.)          | -             | Im Chang-jung y WildBoar | 4:11     |

#### Parte 3
| N.º | Intérprete  | Canción              | Letra                | Música                                | Duración |
| --- | ----------- | -------------------- | -------------------- | ------------------------------------- | -------- |
| 1   | Lee Ye-joon | "The Morass" (늪)    | E-Race y Ha Jae-hong | E-Race, Choi Woo-seok y Baek Moo-hyun | 3:16     |
| 2   |             | "The Morass" (Inst.) | -                    | E-Race, Choi Woo-seok y Baek Moo-hyun | 3:16     |

### Tercera temporada

#### Parte 1
| N.º | Intérprete | Canción           | Letra | Música | Duración |
| --- | ---------- | ----------------- | ----- | ------ | -------- |
| 1   | Xiah Junsu | "Goodbye"         | SNNNY | SNNNY  | 3:41     |
| 2   |            | "Goodbye" (Inst.) | -     | SNNNY  | 3:41     |

#### Parte 2
| N.º | Intérprete    | Canción             | Letra                                         | Música   | Duración |
| --- | ------------- | ------------------- | --------------------------------------------- | -------- | -------- |
| 1   | Baek Ji-young | "Let Me Be"         | Lee Ha-jin y Lee Dong-eun (de Psycho Tension) | Safira.K | 4:27     |
| 2   |               | "Let Me Be" (Inst.) | -                                             | Safira.K | 4:27     |

## Premios y nominaciones
| Año  | Categoría                                                         | Premio                               | Nominado(a)              | Resultado |
| ---- | ----------------------------------------------------------------- | ------------------------------------ | ------------------------ | --------- |
| 2021 | Grand Prize (Daesang)                                             | 2021 SBS Drama Award                 | Kim So-yeon              | Ganó      |
| 2021 | Top Excellence Award, Actor in a Miniseries Genre/Fantasy Drama   | 2021 SBS Drama Award                 | Um Ki-joon               | Nominado  |
| 2021 | Top Excellence Award, Actress in a Miniseries Genre/Fantasy Drama | 2021 SBS Drama Award                 | Lee Ji-ah                | Nominada  |
| 2021 | Top Excellence Award, Actress in a Miniseries Genre/Fantasy Drama | 2021 SBS Drama Award                 | Kim So-yeon              | Nominada  |
| 2021 | Top Excellence Award, Actress in a Miniseries Genre/Fantasy Drama | 2021 SBS Drama Award                 | Eugene                   | Nominada  |
| 2021 | Excellence Award, Actor in a Miniseries Genre/Fantasy Drama       | 2021 SBS Drama Award                 | Park Eun-seok            | Nominado  |
| 2021 | Excellence Award, Actress in a Miniseries Genre/Fantasy Drama     | 2021 SBS Drama Award                 | Yoon Joo-hee             | Nominada  |
| 2021 | Best Couple Award                                                 | 2021 SBS Drama Award                 | Um Ki-joon y Kim So-yeon | Nominados |
| 2021 | Scene Stealer Award                                               | 2021 SBS Drama Award                 | Jung Ah-mi               | Nominado  |
| 2021 | Best New Actor                                                    | 2021 SBS Drama Award                 | Kim Young-dae            | Ganó      |
| 2021 | Best New Actress                                                  | 2021 SBS Drama Award                 | Han Ji-hyun              | Ganó      |
| 2021 | Best New Actress                                                  | 2021 SBS Drama Award                 | Choi Ye-bin              | Ganó      |
| 2021 | Best Character Award, Actor                                       | 2021 SBS Drama Award                 | Ohn Joo-wan              | Nominado  |
| 2021 | Lifetime Achievement Award                                        | 2021 SBS Drama Award                 | Kim Soon-ok              | Ganó      |
| 2021 | Best Serial Drama (Golden Bird Prize)                             | 16th Seoul International Drama Award | Penthouse: War In Life   | Ganó      |
| 2021 | Best Drama                                                        | 48th Korean Broadcasting Award       | Penthouse: War In Life 2 | Nominado  |
| 2021 | Best Actor                                                        | 57th Baeksang Arts Award             | Um Ki-joon               | Nominado  |
| 2021 | Best Actress                                                      | 57th Baeksang Arts Award             | Kim So-yeon              | Ganó      |
| 2021 | Best Supporting Actress                                           | 57th Baeksang Arts Award             | Shin Eun-kyung           | Nominada  |
| 2021 | Best New Actor                                                    | 57th Baeksang Arts Award             | Kim Young-dae            | Nominado  |
| 2021 | Best New Actress                                                  | 57th Baeksang Arts Award             | Kim Hyun-soo             | Nominada  |
| 2020 | Top Excellence in Mid-Length/Long Drama                           | 28th SBS Drama Award                 | Um Ki-joon               | Ganó      |
| 2020 | Top Excellence in Mid-Length/Long Drama                           | 28th SBS Drama Award                 | Lee Ji-ah                | Ganó      |
| 2020 | Top Excellence in Mid-Length/Long Drama                           | 28th SBS Drama Award                 | Kim So-yeon              | Ganó      |
| 2020 | Top Excellence in Mid-Length/Long Drama                           | 28th SBS Drama Award                 | Eugene                   | Ganó      |
| 2020 | Excellence in Mid-Length/Long Drama                               | 28th SBS Drama Award                 | Bong Tae-gyu             | Ganó      |
| 2020 | Excellence in Mid-Length/Long Drama                               | 28th SBS Drama Award                 | Yoon Jong-hoon           | Ganó      |
| 2020 | Excellence in Mid-Length/Long Drama                               | 28th SBS Drama Award                 | Shin Eun-kyung           | Ganó      |
| 2020 | Best Supporting Actor                                             | 28th SBS Drama Award                 | Park Eun-seok            | Ganó      |
| 2020 | Best Supporting Actress                                           | 28th SBS Drama Award                 | Yoon Joo-hee             | Nominada  |
| 2020 | Best New Actor                                                    | 28th SBS Drama Award                 | Ha Do-kwon               | Nominado  |
| 2020 | Child Actor Award                                                 | 28th SBS Drama Award                 | Kim Hyun-soo             | Ganó      |
| 2020 | Best Supporting Team                                              | 28th SBS Drama Award                 | "Penthouse: War In Life" | Nominados |

## Producción
La serie también es conocida como Penthouse y The Penthouse.
El drama fue dirigido por el director de producción Joo Dong-min (주동민), quien contó con el apoyo de la guionista Kim Soon-ok (김순옥). En mayo de 2021 se anunció que aunque el director Dong-min había dejado la agencia "Studio S" (una subsidiaria de la SBS) continuaría dirigiendo la serie.
Mientras que la producción estuvo a cargo de Choi JIn-wook (최영훈), Cho Hyeon-jin (조형진) y Kim Sang-hyun (김상헌), y la producción ejecutiva fue realizada por Cho Seung-hoon.
En febrero de 2020 se anunció que el actor Shin Sung-rok había confirmado que interpretaría el papel de Joo Dan-tae, sin embargo, en marzo del mismo año se anunció que debido a conflictos de horario con otros proyectos decidió retirarse del drama. Mientras que el papel de Ha Yoon-cheol le había sido ofrecido al actor Oh Man-seok y el papel de Goo Ho-dong (quien originalmente sería llamado «Logan Lee») a Ha Seok-jin, sin embargo, debido a las demoras de la producción también decidieron declinar su participación.
La serie también contó con el apoyo de las compañías de producción Chorokbaem Media (초록뱀미디어) y Studio S (스튜디오 S).
El 28 de diciembre de 2020 se confirmó que la serie tendría una segunda y tercera temporada. La lectura del guion de la segunda temporada fue realizada el 3 de febrero de 2021.
El 9 de marzo de 2021, SpoTVNews informó que la guionista Soon-ok había finalizado la escritura de la segunda temporada, y que ya había comenzado a escribir la tercera temporada. También se informó que el elenco ya había recibido sus guiones.
En abril de 2021 se anunció que la primera lectura del guion de la tercera temporada había comenzado. Mientras que la conferencia de prensa en línea fue realizada el 4 de junio del mismo año antes del estreno de la temporada.

### Recepción
Desde su estreno la serie ha sido bien recibida por los televidentes y visto con buenas críticas, debido a la interpretación y química de los actores principales y secundarios, manteniéndola entre los dramas más comentados y vistos desde su estreno.
El 31 de diciembre de 2020, Good Data Corporation compartió su clasificación de dramas y miembros del elenco que generaron la mayor atención del 21 al 27 de diciembre, donde compiló datos a partir del análisis de artículos de noticias, publicaciones de blogs, comunidades en línea, videos y publicaciones de redes sociales sobre 21 dramas que se encuentran actualmente al aire o al aire pronto y señaló que el drama ocupa el primer lugar por quinta semana consecutiva.
El 25 de febrero de 2021, Good Data Corporation compartió su nueva clasificación de los dramas y miembros del elenco que generaron más revuelo durante la semana del 15 al 21 de febrero del mismo año. Las listas se compilaron a partir del análisis de artículos de noticias, publicaciones de blogs, comunidades en línea, videos y publicaciones en redes sociales sobre 18 dramas que están actualmente al aire o que saldrán al aire próximamente. La serie obtuvo el número uno en la lista de dramas, mientras que las actrices Kim So-yeon, Eugene y los actores Yoon Jong-hoon y Um Ki-joon ocuparon los puestos 1, 2, 5 y 6 respectivamente dentro de los diez miembros del elenco más comentados de la semana.
El 10 de marzo del mismo año, Good Data Corporation compartió su nueva clasificación de los dramas y miembros del elenco que generaron más revuelo durante la semana del 1 al 17 de marzo del mismo año. Las listas se compilaron a partir del análisis de artículos de noticias, publicaciones de blogs, comunidades en línea, videos y publicaciones en redes sociales sobre 18 dramas que están actualmente al aire o que saldrán al aire próximamente. La serie obtuvo el número uno en la lista de dramas, mientras que los actores Kim Hyun-soo, Choi Ye-bin, Kim So-yeon, Lee Ji-ah, Eugene, Yoon Jong-hoon, Han Ji-hyun y Um Ki-joon ocuparon los puestos 1, 2, 3, 4, 5, 6, 9 y 10 respectivamente dentro de los diez miembros del elenco más comentados de la semana.
El 16 de marzo del mismo año, Good Data Corporation compartió su nueva clasificación de los dramas y miembros del elenco que generaron más revuelo durante la semana del 8 al 14 de marzo del mismo año. Las listas se compilaron a partir del análisis de artículos de noticias, publicaciones de blogs, comunidades en línea, videos y publicaciones en redes sociales sobre 18 dramas que están actualmente al aire o que saldrán al aire próximamente. La serie obtuvo el número uno en la lista de dramas, mientras que los actores Lee Ji-ah, Kim So-yeon, Um Ki-joon, Eugene, Kim Hyun-soo Yoon Jong-hoon, Choi Ye-bin y Kim Young-dae ocuparon los puestos 1, 2, 3, 5, 6, 8, 9 y 10 respectivamente dentro de los diez miembros del elenco más comentados de la semana.
El 23 de marzo del mismo año, Good Data Corporation compartió su nueva clasificación de los dramas y miembros del elenco que generaron más revuelo durante la semana del 15 al 21 de marzo del mismo año. Las listas se compilaron a partir del análisis de artículos de noticias, publicaciones de blogs, comunidades en línea, videos y publicaciones en redes sociales sobre 18 dramas que están actualmente al aire o que saldrán al aire próximamente. La serie obtuvo el número uno en la lista de dramas, mientras que los actores Lee Ji-ah, Um Ki-joon, Kim So-yeon, Kim Hyun-soo, Eugene, Yoon Jong-hoon y Kim Young-dae ocuparon los puestos 1, 3, 4, 5, 6, 7 y 10 respectivamente dentro de los diez miembros del elenco más comentados de la semana.
El 18 de mayo de 2021, Good Data Corporation compartió su nueva clasificación de los dramas y miembros del elenco que generaron más revuelo durante la semana del 10 al 16 de mayo del mismo año. Las listas se compilaron a partir del análisis de artículos de noticias, publicaciones de blogs, comunidades en línea, videos y publicaciones en redes sociales sobre los dramas que están actualmente al aire o que saldrán al aire próximamente. El tráiler de la tercera temporada de la serie obtuvo el octavo puesto en la lista de dramas más comentados de la semana.
El 25 de mayo de 2021, Good Data Corporation compartió su nueva clasificación de los dramas y miembros del elenco que generaron más revuelo durante la semana del 17 al 23 de mayo del mismo año. Las listas se compilaron a partir del análisis de artículos de noticias, publicaciones de blogs, comunidades en línea, videos y publicaciones en redes sociales sobre los dramas que están actualmente al aire o que saldrán al aire próximamente. El próximo estreno de la tercera temporada de la serie obtuvo el puesto número 6 en la lista de drama más comentados de la semana.
El 1 de junio de 2021, Good Data Corporation compartió su nueva clasificación de los dramas y miembros del elenco que generaron más revuelo durante la semana del 24 al 30 de mayo del mismo año. Las listas se compilaron a partir del análisis de artículos de noticias, publicaciones de blogs, comunidades en línea, videos y publicaciones en redes sociales sobre los dramas que están actualmente al aire o que saldrán al aire próximamente. La serie obtuvo el puesto número 5 en la lista de dramas, mientras que la actriz Lee Ji-ah ocupó el puesto 7 dentro de los diez miembros del elenco más comentados de la semana.
El 8 de junio de 2021, Good Data Corporation compartió su nueva clasificación de los dramas y miembros del elenco que generaron más revuelo durante la primera semana de junio del mismo año. Las listas se compilaron a partir del análisis de artículos de noticias, publicaciones de blogs, comunidades en línea, videos y publicaciones en redes sociales sobre los dramas que están actualmente al aire o que saldrán al aire próximamente. La serie obtuvo el puesto número 1 en la lista de dramas, mientras que las actrices Lee Ji-ah, Kim So-yeon y el actor Um Ki-joon ocuparon los puestos 3, 6 y 8 respectivamente dentro de los diez miembros del elenco más comentados de la semana.
El 16 de junio de 2021, Good Data Corporation compartió su nueva clasificación de los dramas y miembros del elenco que generaron más revuelo durante la semana de junio del mismo año. Las listas se compilaron a partir del análisis de artículos de noticias, publicaciones de blogs, comunidades en línea, videos y publicaciones en redes sociales sobre los dramas que están actualmente al aire o que saldrán al aire próximamente. La serie obtuvo el puesto número 1 en la lista de dramas, mientras que los actores Lee Ji-ah y Park Eun-seok ocuparon los puestos 8 y 9 respectivamente dentro de los diez miembros del elenco más comentados de la semana.
El 23 de junio de 2021, Good Data Corporation compartió su nueva clasificación de los dramas y miembros del elenco que generaron más revuelo durante la tercera semana de junio del mismo año. Las listas se compilaron a partir del análisis de artículos de noticias, publicaciones de blogs, comunidades en línea, videos y publicaciones en redes sociales sobre los dramas que están actualmente al aire o que saldrán al aire próximamente. La serie obtuvo el puesto número 1 en la lista de dramas, mientras que los actores Lee Ji-ah y Um Ki-joon ocuparon los puestos 8 y 10 respectivamente dentro de los diez miembros del elenco más comentados de la semana.
El 28 de junio de 2021 se anunció que la serie estaba dentro de los 5 mejores y más populares K-Dramas de Viki de ese mes, entre ellos: "Doom at Your Service", "Youth of May", "So I Married the Anti-Fan'" e "Imitation".
El 3 de julio de 2021, Good Data Corporation compartió su nueva clasificación de los dramas y miembros del elenco que generaron más revuelo durante la semana. Las listas se compilaron a partir del análisis de artículos de noticias, publicaciones de blogs, comunidades en línea, videos y publicaciones en redes sociales sobre los dramas que están actualmente al aire o que saldrán al aire próximamente. La serie obtuvo el puesto número 2 en la lista de dramas, mientras que los actores Lee Ji-ah, Eugene, Han Ji-hyun y Um Ki-joon ocuparon los puestos 2, 7, 9 y 10 respectivamente dentro de los diez miembros del elenco más comentados de la semana.
El 6 de julio de 2021, Good Data Corporation compartió su nueva clasificación de los dramas y miembros del elenco que generaron más revuelo durante la semana del 28 de junio hasta el 4 de julio del mismo año. Las listas se compilaron a partir del análisis de artículos de noticias, publicaciones de blogs, comunidades en línea, videos y publicaciones en redes sociales sobre los dramas que están actualmente al aire o que saldrán al aire próximamente. La serie obtuvo el puesto número 2 en la lista de dramas, mientras que las actrices Eugene, Kim So-yeon y Lee Ji-ah ocuparon los puestos 1, 2 y 3 respectivamente dentro de los diez miembros del elenco más comentados de la semana.
El 13 de julio de 2021, Good Data Corporation compartió su nueva clasificación de los dramas y miembros del elenco que generaron más revuelo durante la semana. Las listas se compilaron a partir del análisis de artículos de noticias, publicaciones de blogs, comunidades en línea, videos y publicaciones en redes sociales sobre los dramas que están actualmente al aire o que saldrán al aire próximamente. La serie obtuvo el puesto número 2 en la lista de dramas, mientras que las actrices Kim So-yeon y Lee Ji-ah ocuparon los puestos 6 y 9 respectivamente dentro de los diez miembros del elenco más comentados de la semana.
El 19 de julio de 2021, Good Data Corporation compartió su nueva clasificación de los dramas y miembros del elenco que generaron más revuelo durante la semana. Las listas se compilaron a partir del análisis de artículos de noticias, publicaciones de blogs, comunidades en línea, videos y publicaciones en redes sociales sobre los dramas que están actualmente al aire o que saldrán al aire próximamente. La serie obtuvo el puesto número 2 en la lista de dramas más comentados de la semana.
El 26 de julio de 2021, Good Data Corporation compartió su nueva clasificación de los dramas y miembros del elenco que generaron más revuelo durante la semana. Las listas se compilaron a partir del análisis de artículos de noticias, publicaciones de blogs, comunidades en línea, videos y publicaciones en redes sociales sobre los dramas que están actualmente al aire o que saldrán al aire próximamente. La serie obtuvo el puesto número 4 en la lista de dramas más comentados de la semana.
El 2 de agosto de 2021, Good Data Corporation compartió su nueva clasificación de los dramas y miembros del elenco que generaron más revuelo durante la semana. Las listas se compilaron a partir del análisis de artículos de noticias, publicaciones de blogs, comunidades en línea, videos y publicaciones en redes sociales sobre los dramas que están actualmente al aire o que saldrán al aire próximamente. La serie obtuvo el puesto número 2 en la lista de dramas más comentados de la semana. Mientras que los actores Lee Ji-ah, Han Ji-hyun y Park Eun-seok ocuparon los puestos 6, 7 y 10 respectivamente dentro de los diez miembros del elenco más comentados de la semana.
El 9 de agosto de 2021, el Good Data Corporation compartió su nueva clasificación de los dramas y miembros del elenco que generaron más revuelo durante la semana. Las listas se compilaron a partir del análisis de artículos de noticias, publicaciones de blogs, comunidades en línea, videos y publicaciones en redes sociales sobre los dramas que están actualmente al aire o que saldrán al aire próximamente. La serie obtuvo el puesto número 2 dentro de la lista de dramas más comentados de la semana. Mientras que las actrices Kim So-yeon y Lee Ji-ah ocuparon los puestos 7 y 8 respectivamente dentro de los diez miembros del elenco más comentados de la semana.
El 18 de agosto del mismo año, Good Data Corporation compartió su nueva clasificación de los dramas y miembros del elenco que generaron más revuelo durante la semana. Las listas se compilaron a partir del análisis de artículos de noticias, publicaciones de blogs, comunidades en línea, videos y publicaciones en redes sociales sobre los dramas que están actualmente al aire o que saldrán al aire próximamente. La serie obtuvo el puesto número 3 dentro de la lista de dramas más comentados de la semana, mientras que la actriz Kim So-yeon ocupó el puesto número 5 dentro de los diez miembros del elenco más comentados de la semana.
El 23 de agosto de 2021, el Good Data Corporation compartió su nueva clasificación de los dramas y miembros del elenco que generaron más revuelo durante la semana. Las listas se compilaron a partir del análisis de artículos de noticias, publicaciones de blogs, comunidades en línea, videos y publicaciones en redes sociales sobre los dramas que están actualmente al aire o que saldrán al aire próximamente. La serie obtuvo el puesto número 2 dentro de la lista de dramas más comentados de la semana. Mientras que la actriz Kim So-yeon ocupó el puesto número 3 dentro de los diez miembros del elenco más comentados de la semana.
El 5 de septiembre de 2021, Good Data Corporation compartió su nueva clasificación de los dramas y miembros del elenco que generaron más revuelo durante la semana. Las listas se compilaron a partir del análisis de artículos de noticias, publicaciones de blogs, comunidades en línea, videos y publicaciones en redes sociales sobre los dramas que están actualmente al aire o que saldrán al aire próximamente. La serie obtuvo el puesto número 2 dentro de la lista de dramas más comentados de la semana. Mientras que las actrices Lee Ji-ah y Kim So-yeon ocuparon los puestos 3 y 7 respectivamente dentro de la lista de los mejores actores de drama que generaron más expectación en esa semana.
El 8 de septiembre del mismo año, Good Data Corporation compartió su nueva clasificación de los dramas y miembros del elenco que generaron más revuelo durante la semana. Las listas se compilaron a partir del análisis de artículos de noticias, publicaciones de blogs, comunidades en línea, videos y publicaciones en redes sociales sobre los dramas que están actualmente al aire o que saldrán al aire próximamente. La serie obtuvo el puesto número 1 dentro de la lista de dramas más comentados de la semana, mientras que los actores Kim So-yeon, Lee Ji-ah, Choi Ye-bin y Yoon Jong-hoon ocuparon los puestos 5, 8, 9 y 10 respectivamente dentro de los diez miembros del elenco más comentados de la semana.
El 16 de septiembre del mismo año, Good Data Corporation compartió su nueva clasificación de los dramas y miembros del elenco que generaron más revuelo durante la semana. Las listas se compilaron a partir del análisis de artículos de noticias, publicaciones de blogs, comunidades en línea, videos y publicaciones en redes sociales sobre los dramas que están actualmente al aire o que saldrán al aire próximamente. La serie obtuvo el puesto número 1 dentro de la lista de dramas más comentados de la semana, mientras que las actrices Lee Ji-ah y Kim So-yeon ocuparon los puestos 5 y 8 respectivamente dentro de los diez miembros del elenco más comentados de la semana.